# Sportjahr 1980
Liste der Sportjahre

◄◄ | ◄ | 1976 | 1977 | 1978 | 1979 | Sportjahr 1980 | 1981 | 1982 | 1983 | 1984 | ► | ►►

Weitere Ereignisse · Fußballjahr  · Olympische Spiele · Olympische Winterspiele

## Großveranstaltungen
- 13. Februar bis 24. Februar: Olympische Winterspiele 1980 in Lake Placid, USA
- 19. Juli bis 3. August: Olympische Spiele 1980 in Moskau, UdSSR

## Badminton
Höhepunkte des Badmintonjahres 1980 waren die Badminton-Weltmeisterschaft 1980 sowie die All England, die Irish Open, die Scottish Open, die German Open, die Denmark Open, die French Open und die Europameisterschaft.

### Internationale Veranstaltungen
| Veranstaltung | Herreneinzel     | Dameneinzel      | Herrendoppel                        | Damendoppel                         | Mixed                          |
| ------------- | ---------------- | ---------------- | ----------------------------------- | ----------------------------------- | ------------------------------ |
| All England   | Prakash Padukone | Lene Køppen      | Tjun Tjun Johan Wahjudi             | Gillian Gilks Nora Perry            | Mike Tredgett Nora Perry       |
| Denmark Open  | Prakash Padukone | Ivanna Lie       | Steen Skovgaard Flemming Delfs      | Gillian Gilks Nora Perry            | Mike Tredgett Nora Perry       |
| French Open   | Gert Helsholt    | Pia Nielsen      | Peter Holm Hans Olaf Birkholm       | Marieluise Zizmann Liselotte Blumer | Peter Holm Pia Nielsen         |
| German Open   | Thomas Angarth   | Pia Nielsen      | Jens Peter Nierhoff Steen Skovgaard | Jane Webster Karen Chapman          | Steen Skovgaard Anne Skovgaard |
| Swedish Open  | Prakash Padukone | Yoshiko Yonekura | Ade Chandra Christian Hadinata      | Atsuko Tokuda Yoshiko Yonekura      | Lars Wengberg Anette Börjesson |

## Leichtathletik
- 26. März – Domingo Colin, Mexiko, ging im 20.000-Meter-Gehen der Herren in 1:19:35 Stunden.
- 23. April – Ferenc Paragi, Ungarn, warf im Speerwurf der Herren 96,72 Meter.
- 27. April – Steve Ovett, Großbritannien, lief die 1500 Meter der Herren in 3:31,4 Minuten.
- 29. April – Ruth Fuchs, DDR, erreichte im Speerwurf der Damen 69,96 Meter.
- 2. Mai – Ilona Slupianek, DDR, stieß im Kugelstoßen der Damen 22,36 Meter.
- 10. Mai – Ilona Slupianek, DDR, stieß im Kugelstoßen der Damen 22,45 Meter.
- 10. Mai – Evelin Jahl, DDR, warf im Diskuswurf der Damen 71,5 Meter.
- 11. Mai – Sue Orr, Australien ging im 10.000-Meter-Gehen der Damen in 46:28 Minuten.
- 18. Mai – Daley Thompson, Großbritannien, erreichte im Zehnkampf der Herren 8648 Punkte.
- 18. Mai – Karin Roßley, DDR, lief die 400 Meter Hürden der Damen in 54,28 Sekunden.
- 24. Mai – Sergei Litwinow, Sowjetunion, warf im Hammerwurf der Herren 81,66 Meter.
- 25. Mai – Jacek Wszoła, Polen, sprang im Hochsprung der Herren 2,35 Meter.
- 26. Mai – Grete Waitz, Norwegen, lief den Marathon der Damen in 2:25:41 Stunden.
- 30. Mai – Daniel Bautista, Mexiko, ging im 20.000-Meter-Gehen der Herren in 1:21:00 Stunden.
- 10. Juni – Evelin Jahl, DDR, erreichte im Diskuswurf der Damen 71,50 Meter.
- 11. Juni – Władysław Kozakiewicz, Polen, erreichte im Stabhochsprung der Herren 5,72 Meter.
- 13. Juni – Grażyna Rabsztyn, Polen, lief die 100 Meter Hürden der Damen in 12,36 Sekunden.
- 15. Juni – Guido Kratschmer, Deutschland, erreichte im Zehnkampf der Herren 8667 Punkte.
- 16. Juni – Jüri Tamm, Sowjetunion, erreichte im Hammerwurf der Herren 80,46 Meter.
- 16. Juni – Jurij Sedych, Sowjetunion, erreichte im Hammerwurf der Herren 80,64 Meter.
- 17. Juni – Karin Roßley, DDR, lief die 400 Meter Hürden der Damen in 54,28 Sekunden.
- 24. Juni – Sergei Litwinow, Sowjetunion, erreichte im Hammerwurf der Herren 81,66 Meter.
- 25. Juni – Jacek Wszoła, Polen, erreichte im Hochsprung der Herren 2,35 Meter.
- 26. Juni – Dietmar Mögenburg, Deutschland, erreichte im Hochsprung der Herren 2,35 Meter.
- 29. Juni – Thierry Vigneron, Frankreich, erreichte im Stabhochsprung der Herren 5,75 Meter.
- 1. Juli – Thierry Vigneron, Frankreich, erreichte im Stabhochsprung der Herren 5,75 Meter.
- 1. Juli – Sebastian Coe, Großbritannien, lief die 1000 Meter der Herren in 2:13,4 Minuten.
- 3. Juli – Edwin Moses, USA, lief die 400 Meter Hürden der Herren in 47,13 Sekunden.
- 6. Juli – Tatjana Kasankina, Sowjetunion, lief die 1500 Meter der Damen in 3:55,0 Minuten.
- 12. Juli – Tatjana Birjulina, Sowjetunion, erreichte im Speerwurf der Damen 70,08 Meter.
- 12. Juli – Grażyna Rabsztyn, Polen, lief die 100 Meter Hürden in 12,36 Sekunden.
- 12. Juli – Nadija Olisarenko, Sowjetunion, lief die 800 Meter der Damen in 1:54,8 Minuten.
- 13. Juli – Marija Petkowa, Bulgarien, warf im Diskuswurf der Damen 71,80 Meter.
- 14. Juli – Guido Kratschmer, Deutschland, erreichte im Zehnkampf der Herren 8649 Punkte.
- 30. Juli – Władysław Kozakiewicz, Polen, erreichte im Stabhochsprung der Herren 5,78 Meter.
- 31. Juli – Jurij Sedych, Sowjetunion, warf im Hammerwurf der Herren 81,8 Meter.
- 1. August – Gerd Wessig, DDR, sprang im Hochsprung der Herren 2,36 Meter.
- 3. August – Edwin Moses, USA, lief die 400 Meter Hürden der Herren in 47,13 Sekunden.
- 13. August – Marija Petkowa, Bulgarien, erreichte im Diskuswurf der Damen 71,8 Meter.
- 13. August – Tatjana Kasankina, Sowjetunion, lief die 1500 Meter. der Damen 3:52,5 Minuten.
- 27. August – Steve Ovett, Großbritannien, lief die 1500 Meter der Herren in 3:31,4 Minuten.
- 27. August – Nadija Olisarenko, Sowjetunion, lief die 800 Meter der Damen in 1:53,4 Minuten.
- 31. August – Liselotte Hansen, Dänemark, erreichte im Hammerwurf der Damen 32,94 Meter.
- 31. August – Jurij Sedych, Sowjetunion, erreichte im Hammerwurf der Herren 81,80 Meter.
- 12. September – Tatjana Kasankina, Sowjetunion, lief die 1500 Meter der Damen in 3:52,5 Minuten.
- 22. September – Ferenc Paragi, Ungarn, erreichte im Speerwurf der Herren 96,72 Meter.
- 29. September – Susan Cook, Australien, ging im 20.000-Meter-Gehen der Damen in 1:41,4 Stunden.
- 26. Oktober – Grete Waitz, Norwegen, lief den Marathon der Damen 2:25:42 Stunden.

## Motorradsport

### Formula TT
- Die Formula TT besteht 1980 zum zweiten Mal aus mehreren Rennen, nämlich der Isle of Man TT und dem Ulster Grand Prix. Der Fahrer, der die meisten Punkte in beiden Rennen sammelt, gewinnt den Weltmeistertitel.

#### TT-F1-Klasse
- In der TT-F1-Klasse siegt der Neuseeländer Graeme Crosby auf Suzuki vor dem Briten Mick Grant (Honda) und dem Nordiren Joey Dunlop (ebenfalls Suzuki).

#### TT-F2-Klasse
- In der TT-F2-Klasse wird der 30-jährige Brite Charlie Williams auf Yamaha Weltmeister. Seine Landsmänner Mal Lucas und Phil Odlin (beide Honda) belegen die Ränge zwei und drei.

#### TT-F3-Klasse
- In der TT-F3-Klasse gewinnt der 23-jährige Brite Ron Haslam auf Honda seinen insgesamt zweiten WM-Titel. Er setzt sich gegen seine Landsleute Chris Griffiths (Aermacchi) und Denis Casement (Yamaha) durch.

## Tischtennis
- Tischtennis-Europameisterschaft 1980 5. bis 13. März 1980 in Bern (Schweiz)
- Länderspiele Deutschlands (Freundschaftsspiele)
  - 26. Februar: Reutlingen: D. – China 1:5 (Herren)
  - 26. Februar: Reutlingen: D. – China 1:3 (Damen)
  - 29. Februar: Berlin: D. – China 0:5 (Herren)
  - 29. Februar: Berlin: D. – China 0:3 (Damen)
  - 2. März: Hannover: D. – China 3:5 (Herren)
  - 2. März: Hannover: D. – China 0:3 (Damen)
  - 3. März: Hamm: D. – China 0:5 (Herren)
  - 3. März: Hamm: D. – China 0:3 (Damen)
- Europaliga
  - 14. Februar: Posen: D. – Polen 4:3 (Damen + Herren)
  - 13. März: Haßloch: D. – ČSSR 3:4 (Damen + Herren)
  - 18. September: Bristol: D. – England 2:5 (Damen + Herren)
  - 9. Oktober: Duisburg: D. – Schweden 2:5 (Damen + Herren)
  - 13. November: Pécs: D. – Ungarn 1:6 (Damen + Herren)
  - 11. Dezember: Croix: D. – Frankreich 3:4 (Damen + Herren)

## Geboren

### Januar
- 02. Januar: Jérôme Pineau, französischer Radrennfahrer
- 03. Januar: Bryan Clay, US-amerikanischer Leichtathlet
- 03. Januar: Federico Insúa, argentinischer Fußballspieler
- 04. Januar: Jaroslaw Popowytsch, ukrainischer Radrennfahrer
- 05. Januar: Srđan Andrić, kroatischer Fußballspieler
- 05. Januar: Kamber Arslan, türkischer Fußballspieler
- 05. Januar: Sebastian Deisler, deutscher Fußballspieler
- 05. Januar: Li Ting, chinesische Tennisspielerin
- 05. Januar: Chema Rodríguez, spanischer Handballspieler und -trainer
- 05. Januar: Santiago Ventura, spanischer Tennisspieler
- 06. Januar: Travis Dodd, australischer Fußballspieler
- 06. Januar: Mihael Mikić, kroatischer Fußballspieler
- 07. Januar: David Arroyo, spanischer Radsportler

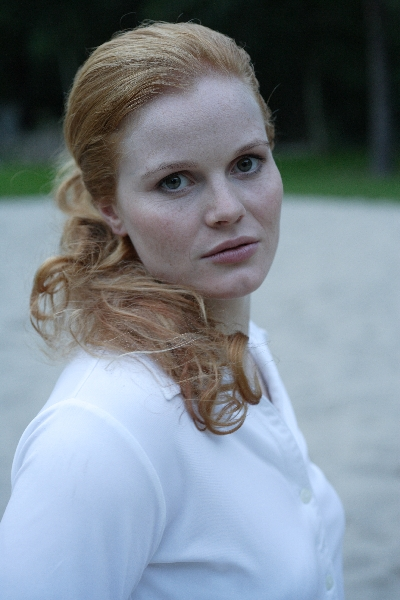
Annett Böhm

- 08. Januar: Annett Böhm, deutsche Judoka
- 08. Januar: Lucia Recchia, italienische Skirennläuferin
- 09. Januar: Sergio García, Golfspieler
- 09. Januar: Sam Hancock, britischer Automobilrennfahrer
- 09. Januar: Uroš Zorman, slowenischer Handballspieler
- 11. Januar: Eric Agyemang, ghanaischer Fußballspieler
- 11. Januar: Christian Wetklo, deutscher Fußballspieler
- 12. Januar: Juan José Abril, spanischer Bahn- und Straßenradrennfahrer
- 12. Januar: Akiko Morigami, japanische Tennisspielerin
- 12. Januar: Shane Stefanutto, australischer Fußballspieler
- 13. Januar: Wolfgang Loitzl, österreichischer Skispringer
- 13. Januar: María de Villota, spanische Automobilrennfahrerin († 2013)
- 15. Januar: Tommy Adams, US-amerikanischer Basketballspieler
- 16. Januar: Mohamed Abicha, marokkanischer Beachvolleyballspieler
- 16. Januar: Seydou Keita, malischer Fußballspieler
- 18. Januar: Nia Künzer, deutsche Fußballspielerin
- 18. Januar: Manuela Nicolosi, französische Fußballschiedsrichterassistentin
- 19. Januar: Jenson Button, britischer Automobilrennfahrer
- 19. Januar: Cai Yun, chinesischer Badmintonspieler
- 19. Januar: Leonard Scott, US-amerikanischer Leichtathlet
- 21. Januar: Fernando de Moraes, brasilianisch-australischer Fußball- und Futsalspieler
- 22. Januar: Daniel Sdunek, deutscher Handballtorwart
- 22. Januar: Jonathan Woodgate, englischer Fußballspieler
- 24. Januar: Yordanis Arencibia, kubanischer Judoka
- 24. Januar: Andrei Markow, russischer Bogenbiathlet
- 25. Januar: Xavi, spanischer Fußballspieler
- 26. Januar: Ertuğrul Arslan, türkischer Fußballspieler
- 26. Januar: Maximiliano Pellegrino, argentinischer Fußballspieler
- 27. Januar: Marat Safin, russischer Tennisspieler tatarischer Abstammung
- 29. Januar: Ivan Klasnić, kroatischer Fußballspieler
- 30. Januar: Mihail Gribușencov, russischstämmiger moldawischer Biathlet
- 30. Januar: Yvonne Leuthold, schweizerisch-britische Handballspielerin und -trainerin
- 30. Januar: Christoph Teinert, deutscher Fußballspieler

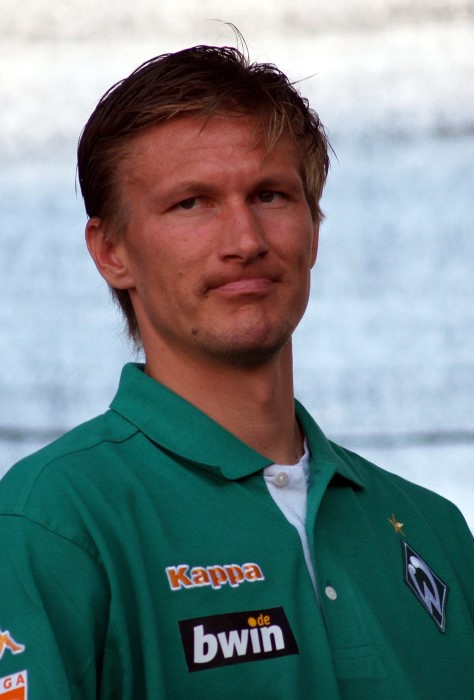
Jurica Vranješ

- 30. Januar: Jurica Vranješ, kroatischer Fußballspieler
- 30. Januar: Angela Williams, US-amerikanische Sprinterin
- 31. Januar: Joel Brown, US-amerikanischer Leichtathlet
- 31. Januar: Sergei Fedorowzew, russischer Ruderer
- 31. Januar: Jakow Ratschinski, russischer Eishockeyspieler

### Februar
- 01. Februar: Otilino Tenorio, ecuadorianischer Fußballspieler († 2005)
- 03. Februar: Markus Esser, deutscher Leichtathlet
- 03. Februar: Davide Moscardelli, italienischer Fußballspieler
- 03. Februar: Martin Künzle, Schweizer Skisprungtrainer
- 04. Februar: Yared Asmerom, eritreischer Marathonläufer
- 04. Februar: Kabelo Mmono, botswanischer Hochspringer
- 05. Februar: Sayed Tahir Shah, afghanischer Fußballspieler
- 06. Februar: Frank Løke, norwegischer Handballspieler
- 07. Februar: Emma Ania, britische Sprinterin
- 07. Februar: Saša Papac, bosnisch-herzegowinischer Fußballspieler
- 08. Februar: Nico Kibat, deutscher Handballspieler
- 09. Februar: Angelos Charisteas, griechischer Fußballspieler
- 10. Februar: Marko Baacke, deutscher Nordischer Kombinierer
- 10. Februar: Riki Flutey, englischer Rugbyspieler
- 10. Februar: Enzo Maresca, italienischer Fußballspieler
- 11. Februar: Titi Buengo, angolanischer Fußballspieler
- 11. Februar: Mark Bresciano, australischer Fußballspieler
- 11. Februar: Jukka Erätuli, finnischer Snowboarder
- 12. Februar: Flinder Boyd, britischer Basketballspieler

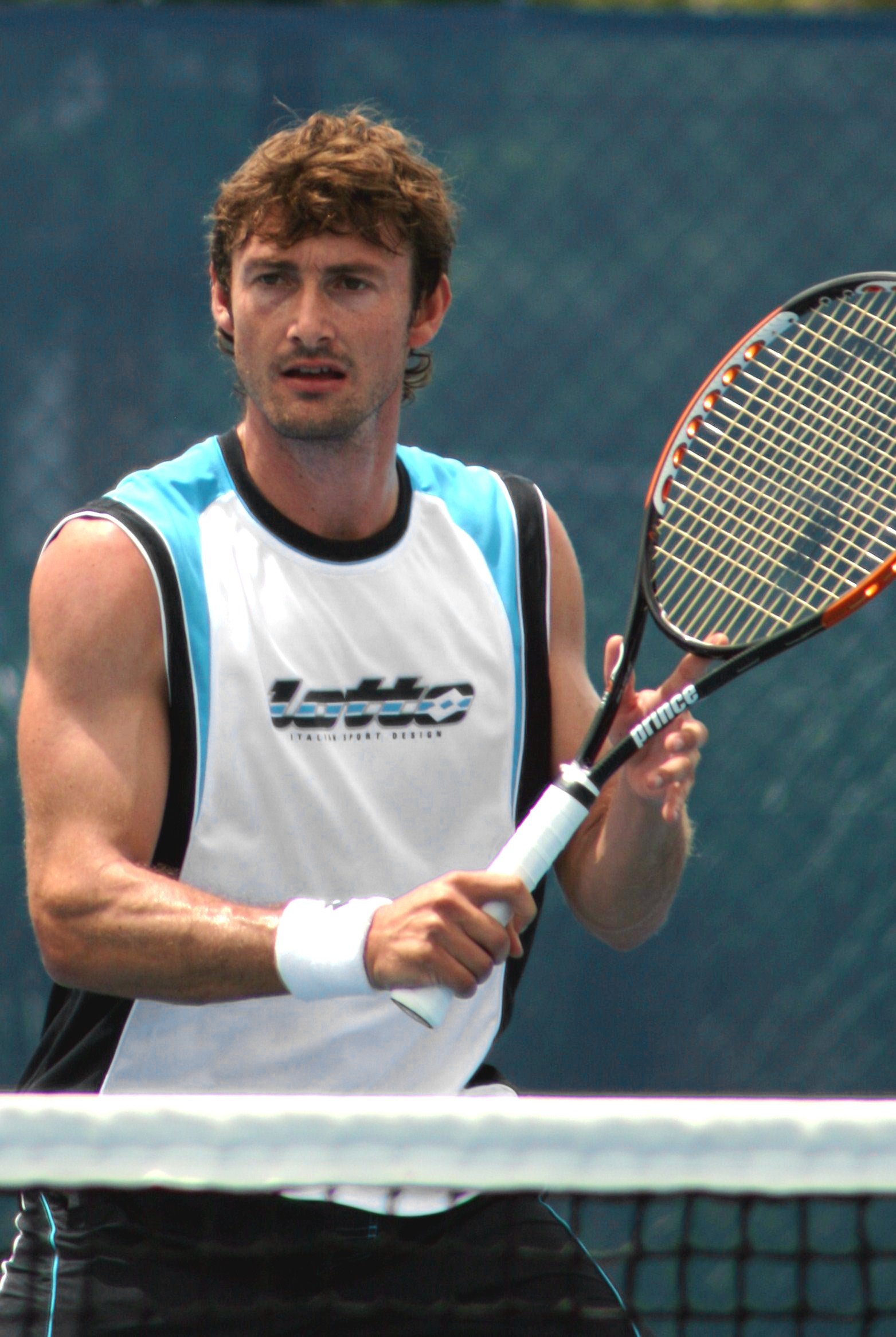
Juan Carlos Ferrero

- 12. Februar: Juan Carlos Ferrero, spanischer Tennisspieler
- 12. Februar: Antonia Schmale, deutsche Fußballspielerin
- 13. Februar: Sebastian Kehl, deutscher Fußballspieler
- 15. Februar: Jelena Sokolowa, russische Eiskunstläuferin
- 17. Februar: Tomáš Rolinek, tschechischer Eishockeyspieler
- 18. Februar: Aivar Anniste, estnischer Fußballspieler
- 18. Februar: Nikolai Antropow, kasachischer Eishockeyspieler
- 18. Februar: Bernd Friede, österreichischer Handballspieler
- 19. Februar: Kevin Arnould, französischer Skisportler
- 19. Februar: Gavin Pickering, britischer Autorennfahrer

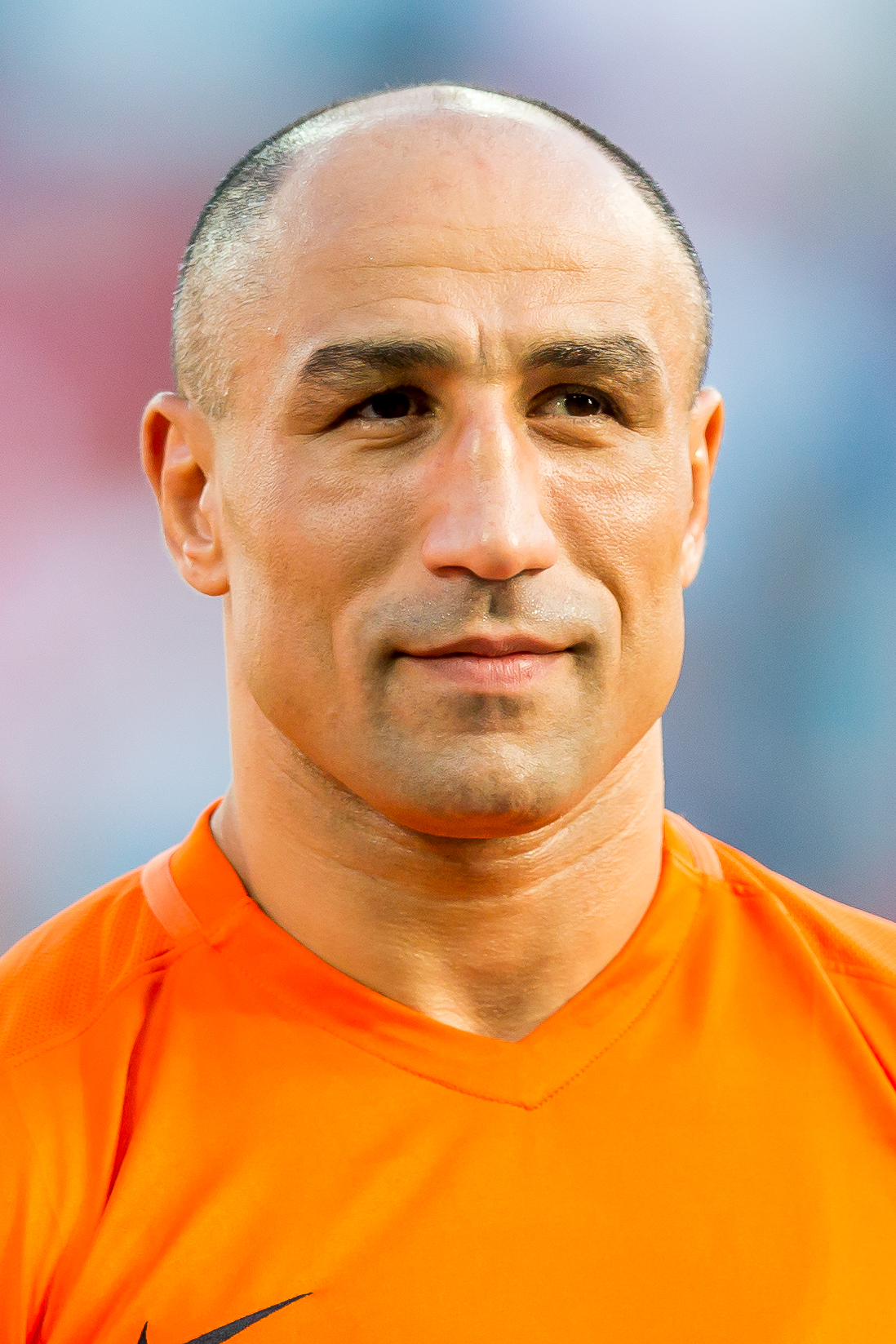
Arthur Abraham

- 20. Februar: Arthur Abraham, deutscher Boxer armenischer Herkunft
- 20. Februar: Thomas Andergassen, deutscher Kunstturner
- 20. Februar: Imanol Harinordoquy, französischer Rugby-Union-Spieler
- 20. Februar: Anne Poleska, deutsche Schwimmerin
- 20. Februar: Guillermo Ariel Pereyra, italienisch-argentinischer Fußballspieler
- 21. Februar: Parthiva Sureshwaren, indischer Automobilrennfahrer
- 22. Februar: Philippe Alméras, französischer Automobilrennfahrer
- 22. Februar: Milen Dobrew, bulgarischer Gewichtheber († 2015)
- 22. Februar: Jimmie Ericsson, schwedischer Eishockeyspieler
- 22. Februar: Femke Maes, belgische Fußballspielerin
- 23. Februar: Hannes Jón Jónsson, isländischer Handballspieler
- 23. Februar: Kim Kyung-roul, südkoreanischer Karambolagespieler († 2015)
- 24. Februar: Roman Sludnow, russischer Schwimmer
- 26. Februar: Aree Wiratthaworn, thailändische Gewichtheberin
- 26. Februar: Necat Aygün, deutsch-türkischer Fußballspieler
- 26. Februar: Steve Blake, US-amerikanischer Basketballspieler
- 28. Februar: Christian Poulsen, dänischer Fußballspieler
- 28. Februar: Omar Pouso, uruguayischer Fußballspieler
- 28. Februar: Sigurd Pettersen, norwegischer Skispringer
- 28. Februar: Tayshaun Prince, US-amerikanischer Basketballspieler
- 29. Februar: Kristin Fraser, US-amerikanische Eiskunstläuferin
- 29. Februar: Simon Gagné, kanadischer Eishockeyspieler

### März
- 01. März: Anna Semenowitsch, russische Eistänzerin

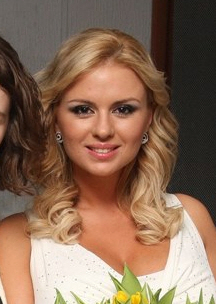
Anna Semenowitsch

- 02. März: Édson de Jesus Nobre, angolanischer Fußballspieler
- 03. März: Christoph Semmler, deutscher Fußballspieler
- 06. März: Patrik Anttonen, schwedischer Fußballspieler
- 06. März: Emma Igelström, schwedische Schwimmerin
- 07. März: Dwayne Archbold, US-amerikanischer Basketballspieler
- 07. März: Tomáš Klouček, tschechischer Eishockeyspieler († 2025)
- 08. März: Fabián Canobbio, uruguayischer Fußballspieler
- 08. März: Mohamadou Idrissou, kamerunischer Fußballspieler
- 09. März: Damián Macaluso, uruguayisch-italienischer Fußballspieler
- 10. März: Per-Gunnar Andersson, schwedischer Rallyefahrer
- 11. März: Chris Lee, kanadisch-US-amerikanischer Eishockeytrainer († 2019)
- 12. März: Cristian Fiél, spanischer Fußballspieler und Fußballtrainer
- 12. März: California Molefe, botswanischer Leichtathlet
- 13. März: Gabriel Melkam, nigerianischer Fußballspieler
- 14. März: Vivaldo Nascimento, brasilianischer Fußballspieler
- 14. März: Rhys Pollock, australischer Radrennfahrer
- 15. März: Ola Afolabi, britischer Boxer
- 15. März: Alexander Rjasanzew, russischer Eishockeyspieler
- 15. März: Alexei Wolkow, russischer Eishockeytorwart
- 16. März: Julia Schlecht, deutsche Volleyballspielerin
- 17. März: Nora Angehrn, schweizerische Golferin
- 17. März: Torsten Hiekmann, deutscher Radrennfahrer
- 17. März: Oksana Pal, russische Handballspielerin
- 18. März: Sébastien Frey, französischer Fußballspieler
- 18. März: Alexei Jagudin, russischer Eiskunstläufer
- 19. März: Harald Ambros, österreichischer Vielseitigkeitsreiter
- 19. März: Johan Olsson, schwedischer Skilangläufer
- 20. März: Philipp Bönig, deutscher Fußballspieler
- 20. März: Tatjana Burina, russische Eishockeyspielerin
- 21. März: Eric Baumann, deutscher Radrennfahrer
- 21. März: Marit Bjørgen, norwegische Skilangläuferin
- 21. März: Andrei Kaschetschkin, kasachischer Radsportler
- 21. März: Ronaldinho, brasilianischer Fußballspieler

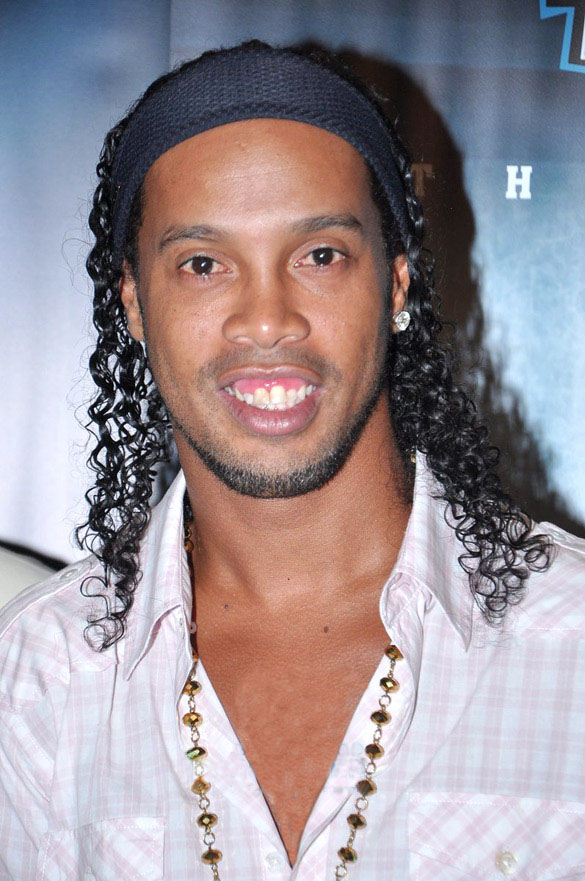
Ronaldinho

- 21. März: Bamuza Sono, südafrikanischer Fußballspieler
- 22. März: Sebastian Schoof, deutscher Fußballspieler
- 23. März: Ryan Day, walisischer Snookerspieler
- 23. März: Roberto Rolfo, italienischer Motorradrennfahrer
- 23. März: Edrissa Sonko, gambischer Fußballspieler
- 24. März: Ramzi Abid, kanadischer Eishockeyspieler
- 24. März: Gianluca Bollini, san-marinesischer Fußballspieler
- 25. März: Nicolas Devilder, französischer Tennisspieler
- 26. März: Khalid Ali Al Thani, arabischer Straßenradrennfahrer
- 26. März: Marianne Andersen, norwegische Orientierungsläuferin
- 26. März: Krystofer Barch, kanadischer Eishockeyspieler
- 26. März: Pascal Hens, deutscher Handballspieler
- 26. März: Darryl O’Young, chinesischer Automobilrennfahrer
- 27. März: Stefan Feth, deutscher Tischtennisspieler
- 27. März: Denis Kotschetkow, russischer Eishockeyspieler
- 28. März: Albert Streit, deutscher Fußballspieler
- 29. März: Robert Archibald, britischer Basketballspieler († 2020)
- 30. März: Katrine Lunde Haraldsen, norwegische Handballspielerin
- 30. März: Kristine Lunde, norwegische Handballspielerin
- 30. März: Santiago Urdiales, spanischer Handballspieler
- 31. März: Martin Albrechtsen, dänischer Fußballspieler
- 31. März: Li Yang, chinesischer Skispringer
- 31. März: Pa Dembo Touray, gambischer Fußballspieler

### April
- 01. April: Danny Anclais, deutscher Handballspieler
- 01. April: Randy Orton, US-amerikanischer Wrestler
- 02. April: Sandra Hansson, schwedische Skilangläuferin
- 02. April: Michael Mörz, österreichischer Fußballspieler
- 04. April: Eric Steinbach, US-amerikanischer American-Football-Spieler
- 06. April: Tommi Evilä, finnischer Weitspringer
- 08. April: Josep Ayala, andorranischer Fußballspieler
- 08. April: David Marrero, spanischer Tennisspieler
- 08. April: Simone Oberer, Schweizer Leichtathletin
- 09. April: Luciano Galletti, argentinischer Fußballspieler

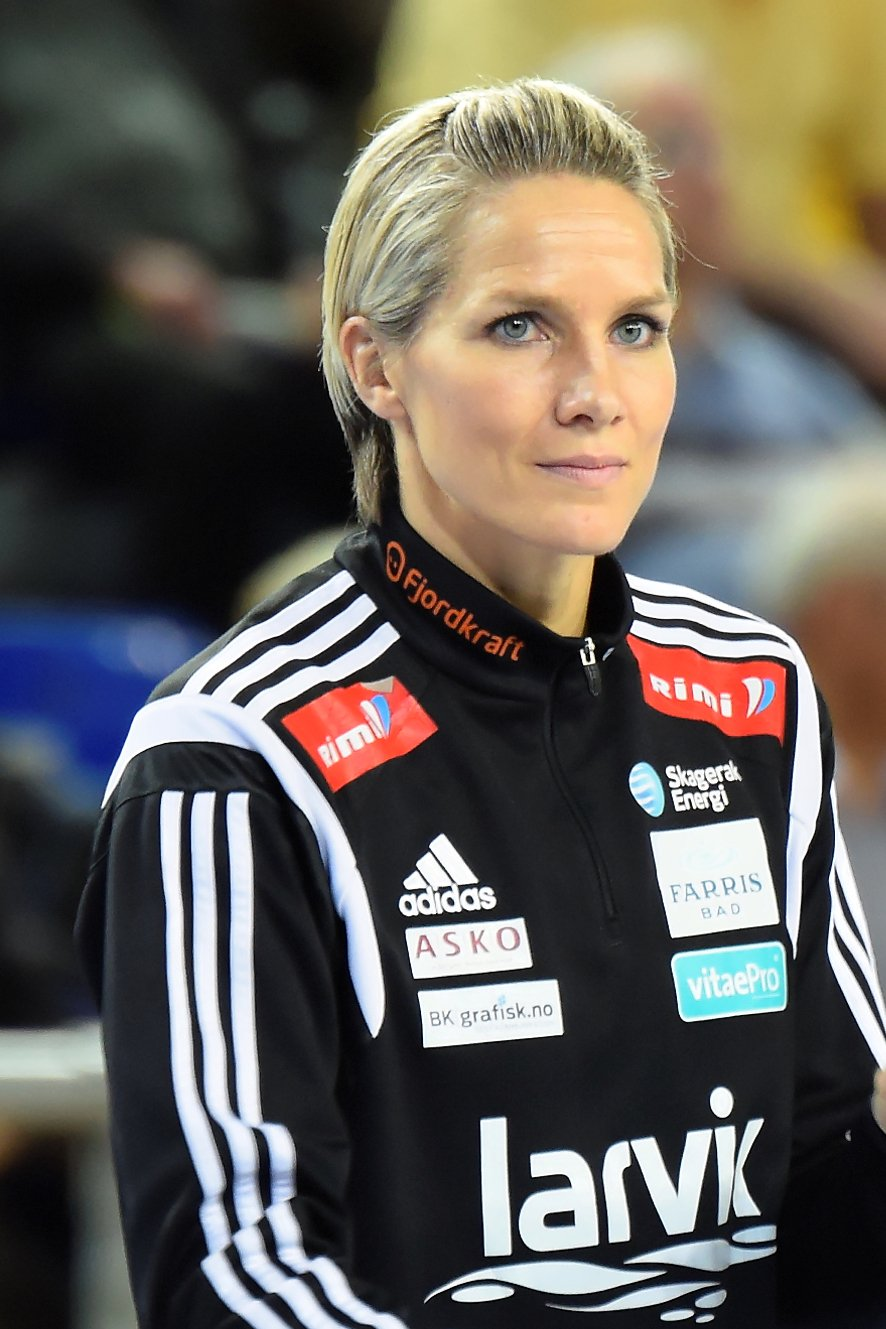
Gro Hammerseng-Edin

- 10. April: Gro Hammerseng-Edin, norwegische Handballspielerin
- 10. April: Alexander Jerjomenko, russischer Eishockeytorwart
- 10. April: Shao Jiayi, chinesischer Fußballspieler
- 10. April: Andy Ram, israelischer Tennisspieler
- 11. April: Alexandre Anselmet, französischer Skirennläufer
- 12. April: Krešimir Ivanković, kroatischer Handballspieler
- 12. April: Jewhen Pyssarenko, rumänischer Eishockeyspieler
- 12. April: Tilo Schüler, deutscher Radrennfahrer
- 13. April: Dương Anh Vũ, vietnamesischer Billardspieler
- 13. April: Quentin Richardson, US-amerikanischer Basketballspieler
- 15. April: Ljubomir Pavlović, serbischer Handballspieler
- 15. April: Fanny Cihlar, deutsche Feldhockeyspielerin
- 15. April: Fränk Schleck, luxemburgischer Radrennfahrer
- 17. April: Peter Öberg, schwedischer Orientierungsläufer
- 18. April: Rabiu Afolabi, nigerianischer Fußballspieler
- 18. April: Martina Müller, deutsche Fußballspielerin
- 19. April: Jordi Escura, andorranischer Fußballspieler
- 20. April: Vibeke Skofterud, norwegische Skilangläuferin († 2018)
- 20. April: Lee Wilkie, schottischer Fußballspieler
- 22. April: Alexander Dück, deutscher Eishockeyspieler
- 22. April: Nicolas Leblanc, französischer Fußballspieler
- 23. April: Nils Döring, deutscher Fußballspieler
- 23. April: Jürgen Schweikardt, deutscher Handballspieler, -trainer und -manager
- 23. April: Steve Wyatt, australischer Automobilrennfahrer
- 24. April: Fernando Arce, mexikanischer Fußballspieler
- 24. April: Karen Asrjan, armenischer Schachspieler († 2008)
- 24. April: Şener Aşkaroğlu, türkischer Fußballspieler
- 24. April: Jaime Melo, brasilianischer Automobilrennfahrer
- 25. April: Alejandro Valverde, spanischer Radrennfahrer
- 27. April: Michele La Rosa, italienischer Automobilrennfahrer
- 27. April: Ananda Mikola, indonesischer Automobilrennfahrer
- 27. April: Terese Pedersen, norwegische Handballspielerin
- 27. April: Marco Sullivan, US-amerikanischer Skirennläufer
- 29. April: Mohammad Amin, saudi-arabischer Fußballspieler
- 29. April: Mathieu Biron, kanadischer Eishockeyspieler
- 29. April: Patrick Staudacher, Südtiroler Skirennläufer

### Mai
- 01. Mai: Julia Tabakowa, russische Sprinterin
- 02. Mai: Tim Borowski, deutscher Fußballspieler
- 05. Mai: Silvan Aegerter, Schweizer Fußballspieler
- 05. Mai: Yossi Benayoun, israelischer Fußballspieler
- 06. Mai: Ricardo Oliveira, brasilianischer Fußballspieler
- 06. Mai: Torsten Knabel, österreichischer Fußballspieler
- 08. Mai: David Loosli, Schweizer Radrennfahrer
- 09. Mai: Gerrie Eijlers, niederländischer Handballspieler
- 09. Mai: Grant Hackett, australischer Schwimmer
- 09. Mai: Carole Leclerc, französische Bogenbiathletin
- 09. Mai: Alexei Wojewoda, russischer Bobsportler
- 10. Mai: Karoline Dyhre Breivang, norwegische Handballspielerin
- 12. Mai: Dmitrij Afanassenkow, russischer Eishockeyspieler
- 13. Mai: Preston Callander, deutsch-kanadischer Eishockeyspieler
- 13. Mai: Tatjana Rjabkina, russische Orientierungsläuferin
- 14. Mai: Morten Ask, norwegischer Eishockeyspieler
- 14. Mai: Zdeněk Grygera, tschechischer Fußballspieler
- 14. Mai: Eugene Martineau, niederländischer Zehnkämpfer
- 15. Mai: Shane Hmiel, US-amerikanischer Automobilrennfahrer
- 16. Mai: Simon Gerrans, australischer Radrennfahrer
- 17. Mai: Ilion Lika, albanischer Fußballspieler
- 18. Mai: Ivan Jolić, bosnisch-herzegowinischer Fußballspieler
- 18. Mai: Michaël Llodra, französischer Tennisspieler
- 18. Mai: Diego Pérez, uruguayischer Fußballspieler
- 19. Mai: Frida Andreasson, schwedische Badmintonspielerin
- 19. Mai: Dean Heffernan, australischer Fußballspieler
- 19. Mai: Moeneeb Josephs, südafrikanischer Fußballspieler
- 21. Mai: Lasse Kopitz, deutscher Eishockeyspieler
- 21. Mai: Benoît Peschier, französischer Kanute
- 22. Mai: Róbert Gunnarsson, isländischer Handballspieler und -trainer
- 25. Mai: Alex Hofmann, deutscher Motorradrennfahrer
- 25. Mai: Anna Nowakowska, polnische Volleyballspielerin
- 27. Mai: Andreas Blank, deutscher Handballspieler
- 27. Mai: Adam Hauser, US-amerikanischer Eishockeyspieler
- 27. Mai: Maryan Hary, französischer Radrennfahrer
- 27. Mai: Stephen Miller, britischer Leichtathlet im Behindertensport
- 27. Mai: Michael Rechner, deutscher Fußballtorhüter und Torhütertrainer
- 28. Mai: Olivier Thomert, französischer Fußballspieler
- 29. Mai: Ernesto Antonio Farías, argentinischer Fußballspieler
- 30. Mai: Steven Gerrard, englischer Fußballspieler

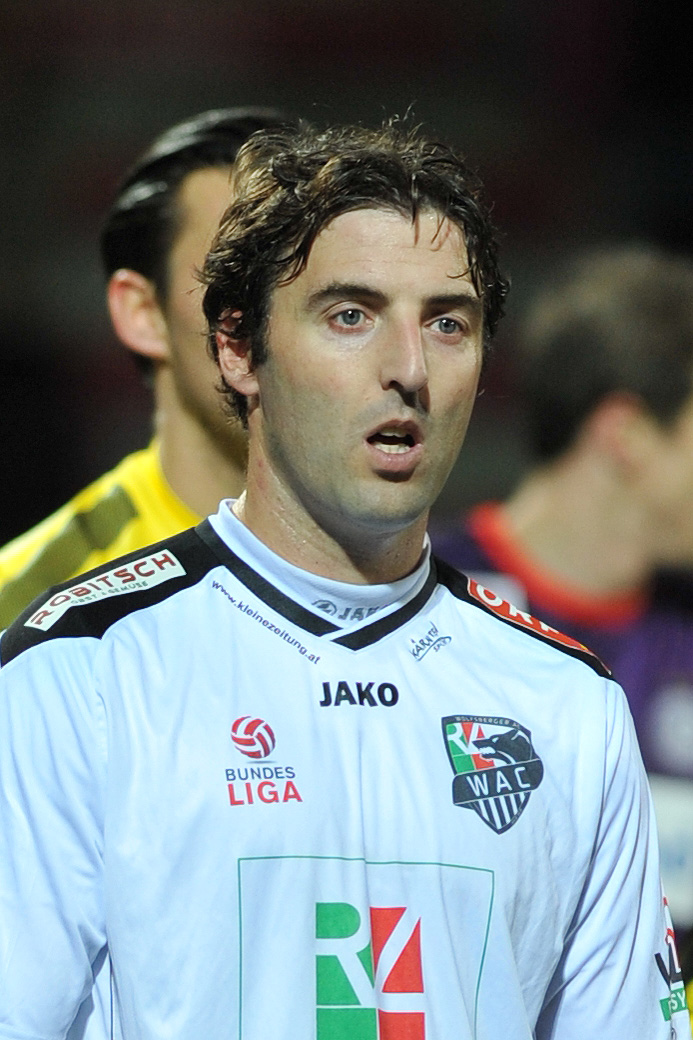
Joachim Standfest

- 30. Mai: Joachim Standfest, österreichischer Fußballspieler
- 30. Mai: Eduard Trojanowski, russischer Boxer im Halbweltergewicht
- 31. Mai: Johnny Aubert, französischer Motocross- und Endurosportler
- 31. Mai: Dirk Caspers, deutscher Fußballspieler

### Juni
- 01. Juni: Mattias Weinhandl, schwedischer Eishockeyspieler
- 03. Juni: An Kum-ae, nordkoreanische Judoka
- 03. Juni: Mette Melgaard, dänische Handballspielerin
- 03. Juni: Amauri, brasilianischer Fußballspieler
- 05. Juni: Rik De Voest, südafrikanischer Tennisspieler
- 05. Juni: Antonio García, spanischer Automobilrennfahrer
- 06. Juni: Alexander Nikolajenko, russischer Badmintonspieler
- 07. Juni: Mika Anjō, japanische Badmintonspielerin
- 07. Juni: Ed Moses, US-amerikanischer Brustschwimmer
- 07. Juni: Igor Schtschadilow, russischer Eishockeyspieler
- 10. Juni: Sven Liebold, deutscher Basketballspieler
- 10. Juni: Nicole Söder, deutsche Fußballspielerin
- 11. Juni: Oliver Schröder, deutscher Fußballspieler
- 12. Juni: Néstor Martín Aquino, uruguayischer Straßenradrennfahrer
- 12. Juni: Rogério, brasilianischer Fußballspieler
- 13. Juni: Christopher Kas, deutscher Tennisspieler und -trainer
- 13. Juni: Florent Malouda, französischer Fußballspieler
- 13. Juni: Audrey Prieto, französische Ringerin
- 13. Juni: Markus Winkelhock, deutscher Automobilrennfahrer
- 14. Juni: Jelena Karpowa, russische Basketballspielerin
- 15. Juni: Silke Meier, deutsche Handballspielerin
- 15. Juni: Iker Romero, spanischer Handballspieler und -trainer
- 16. Juni: Thijs Al, niederländischer Radrennfahrer
- 16. Juni: Brad Gushue, kanadischer Curler
- 16. Juni: Martin Stranzl, österreichischer Fußballspieler

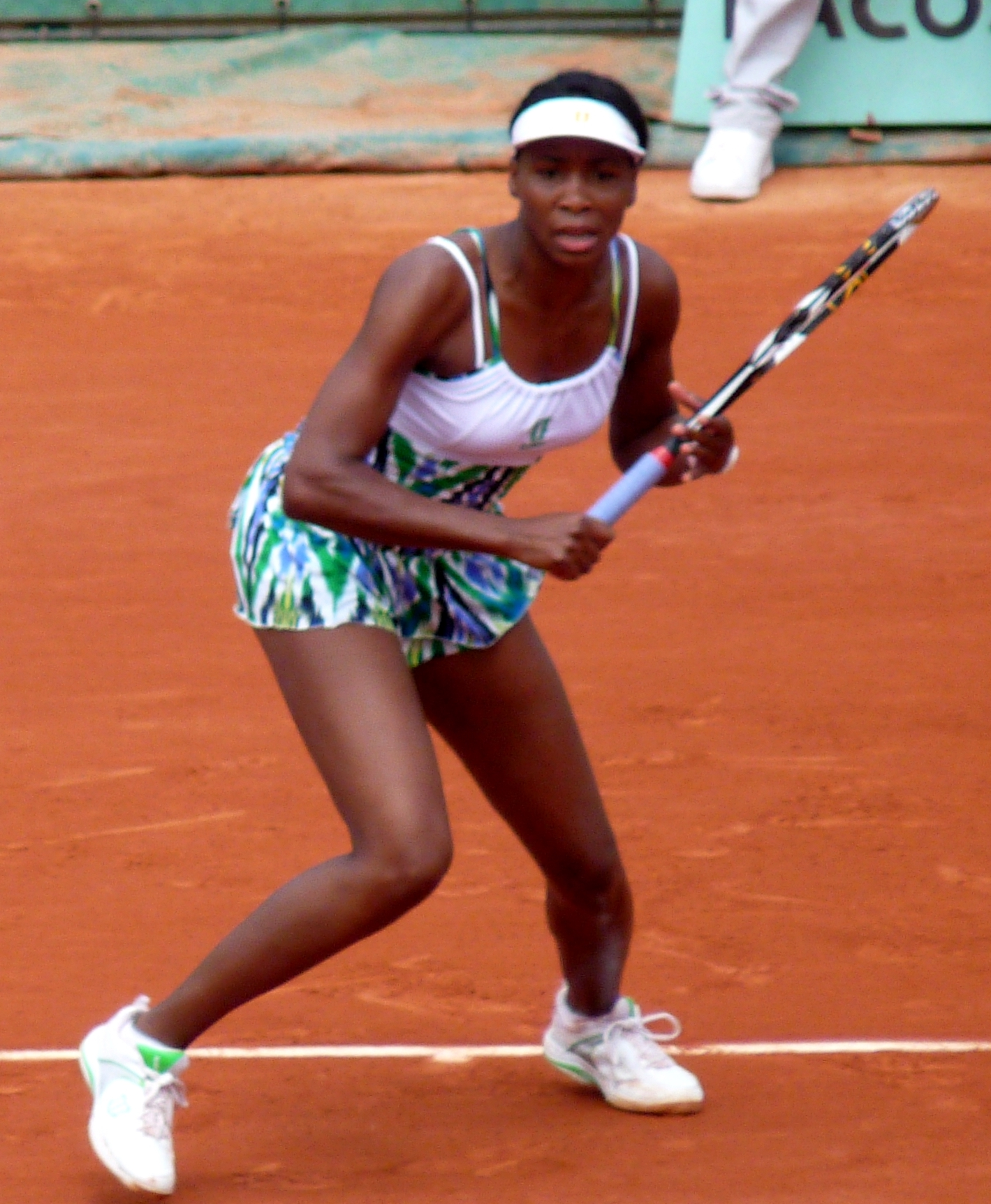
Venus Williams

- 17. Juni: Venus Williams, US-amerikanische Tennisspielerin
- 20. Juni: Nina Aigner, österreichische Fußballspielerin
- 20. Juni: Franco Semioli, italienischer Fußballspieler
- 20. Juni: Seo Jong-ho, südkoreanischer Hockeyspieler
- 20. Juni: Vignir Svavarsson, isländischer Handballspieler
- 20. Juni: Fabian Wegmann, deutscher Radrennfahrer
- 21. Juni: Gerard de Rooy, niederländischer Automobilrennfahrer und Unternehmer
- 22. Juni: Davy Arnaud, US-amerikanischer Fußballspieler
- 22. Juni: Unai Elorriaga, spanischer Radrennfahrer
- 23. Juni: David Andersen, australischer Basketballspieler
- 23. Juni: Peter Arnesson, schwedischer Ski-Orientierungsläufer
- 23. Juni: Michele Bartyan, italienischer Automobilrennfahrer
- 23. Juni: Massimilian Porcello, deutsch-italienischer Fußballspieler
- 23. Juni: Francesca Schiavone, italienische Tennisspielerin
- 25. Juni: Robert Müller, deutscher Eishockeyspieler († 2009)
- 25. Juni: Grzegorz Zajączkowski, polnischer Leichtathlet
- 26. Juni: Dustin Dollin, australischer Skateboarder
- 26. Juni: Michael Vick, US-amerikanischer Footballspieler

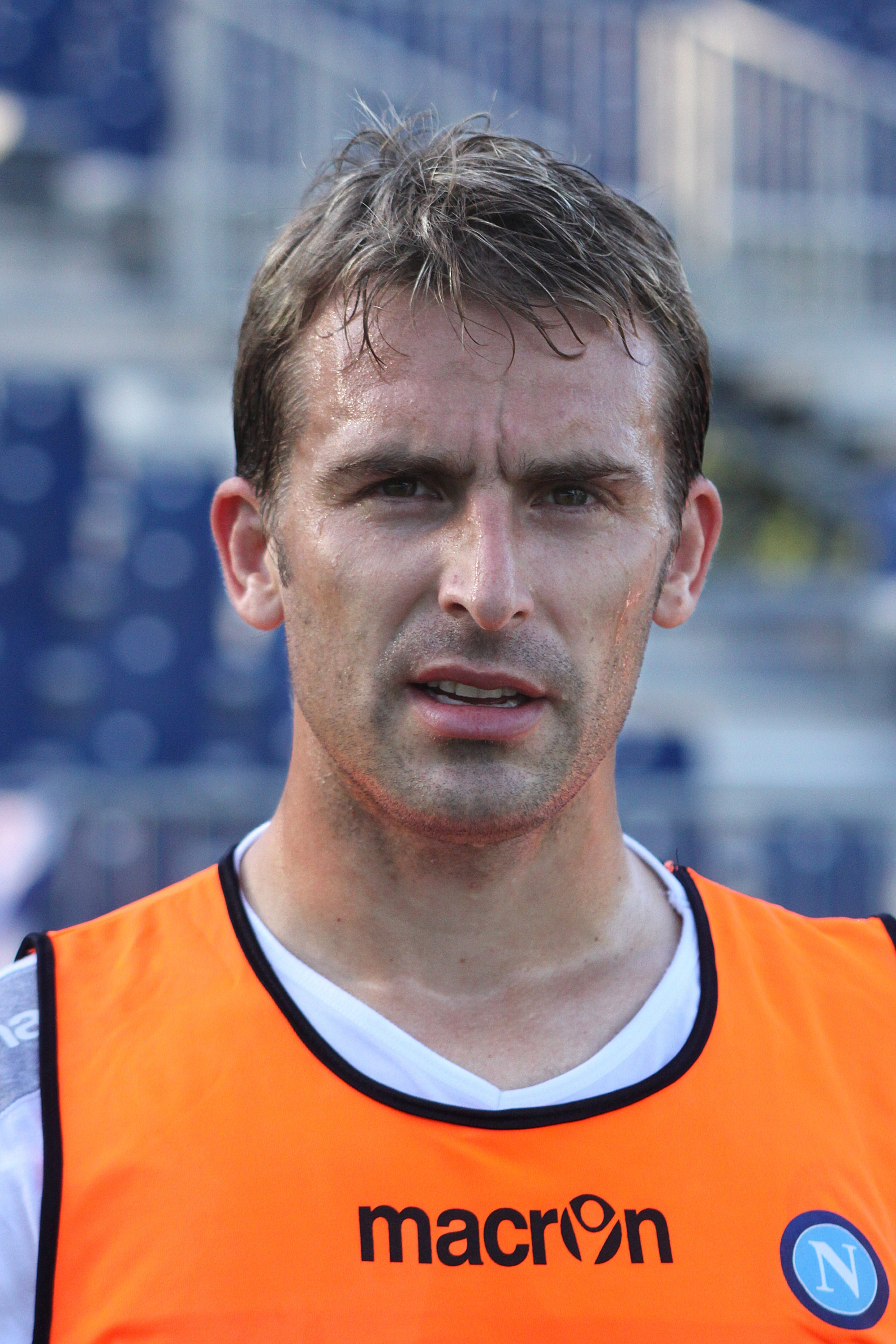
Hugo Campagnaro

- 27. Juni: Hugo Campagnaro, argentinischer Fußballspieler
- 27. Juni: Sergej Choroschun, russischer Eishockeytorwart
- 28. Juni: Maurizio Domizzi, italienischer Fußballspieler
- 28. Juni: Monika Mularczyk, polnische Fußballschiedsrichterin
- 28. Juni: Roi Reinshreiber, israelischer Fußballschiedsrichter
- 29. Juni: James Courtney, australischer Automobilrennfahrer
- 29. Juni: Konstantin Panow, russischer Eishockeyspieler
- 30. Juni: Adil Annani, marokkanischer Marathonläufer
- 30. Juni: Olia Berger, kanadische Judoka
- 30. Juni: Yoshimi Hataya, japanische Badmintonspielerin
- 30. Juni: Rade Prica, schwedischer Fußballspieler

### Juli
- 01. Juli: Aslanbek Chuschtow, russischer Ringer
- 01. Juli: Robert Lechleiter, deutscher Fußballspieler
- 02. Juli: Alexander Petersson, isländischer Handballspieler
- 02. Juli: Jiří Homola, tschechischer Fußballspieler
- 03. Juli: Alejandro Acosta, uruguayischer Fußballspieler
- 03. Juli: Dawn Askin, kanadische Curlerin
- 03. Juli: Tatjana Logunowa, russische Degenfechterin
- 03. Juli: Birgit Thumm, deutsche Volleyballspielerin
- 03. Juli: Roland Schoeman, südafrikanischer Schwimmer
- 05. Juli: Carsten Sträßer, deutscher Fußballspieler
- 06. Juli: Pau Gasol, spanischer Basketballspieler Pau Gasol

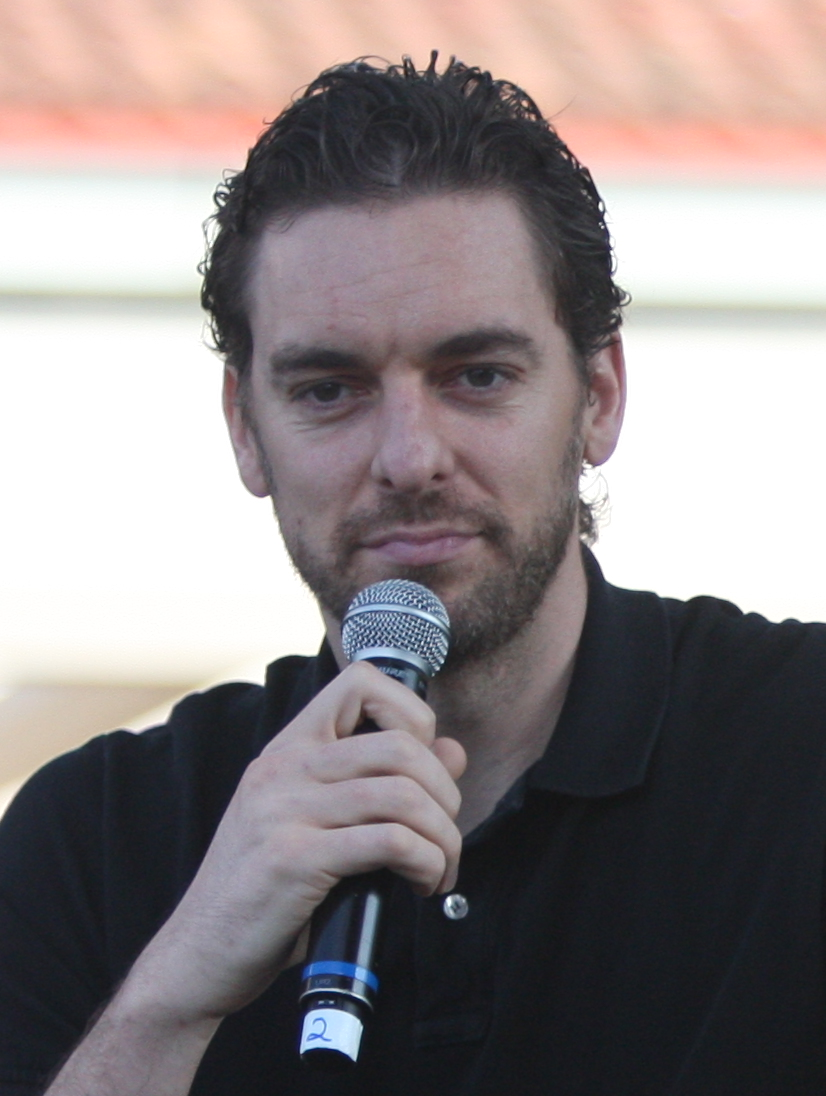
Pau Gasol

- 06. Juli: Alice Vogler, deutscher Handballspielerin und -trainerin
- 06. Juli: Madleen Wilder, deutsche Fußballspielerin
- 06. Juli: Tanja Wörle, deutsche Fußballspielerin
- 07. Juli: Peter Abstreiter, deutscher Eishockeyspieler
- 07. Juli: Michelle Kwan, US-amerikanische Eiskunstläuferin
- 08. Juli: Robbie Keane, irischer Fußballspieler
- 09. Juli: Selvin De León, belizischer Fußballspieler
- 09. Juli: Argirios Giannikis, griechisch-deutscher Fußballtrainer
- 10. Juli: Omar Borg, maltesischer Fußballtorhüter
- 10. Juli: Ezequiel González, argentinischer Fußballspieler
- 10. Juli: Bruno Magalhães, portugiesischer Rallyefahrer
- 12. Juli: Katherine Legge, britische Automobilrennfahrerin
- 14. Juli: Robert Bukvić, deutscher Basketballspieler
- 14. Juli: Yvonne Buschbaum, deutsche Leichtathletin, jetzt Balian Buschbaum
- 14. Juli: Christian Dingert, deutscher Fußballschiedsrichter
- 15. Juli: Jordi Benet, andorranischer Fußballspieler
- 16. Juli: Swetlana Feofanowa, russische Leichtathletin
- 17. Juli: Emil Angelow, bulgarischer Fußballspieler
- 17. Juli: Rashid Ramzi, marokkanischer Leichtathlet
- 17. Juli: José Sand, argentinischer Fußballspieler
- 19. Juli: Xavier Malisse, belgischer Tennisspieler
- 19. Juli: Giorgio Mondini, Schweizer Automobilrennfahrer
- 20. Juli: Morten Ågheim, norwegischer Skispringer († 2017)
- 20. Juli: Éric Akoto, togoischer Fußballspieler
- 20. Juli: Gary Johnson, britischer Motorradrennfahrer
- 21. Juli: Andrei Muchatschow, russischer Eishockeyspieler
- 22. Juli: Scott Dixon, neuseeländischer Automobilrennfahrer
- 22. Juli: Dmitri Kalinin, russischer Eishockeyspieler
- 22. Juli: Dirk Kuyt, niederländischer Fußballspieler
- 22. Juli: Marco Marchionni, italienischer Fußballspieler
- 23. Juli: Mariana Kautz, deutsche Eiskunstläuferin
- 25. Juli: Peter Riis Andersen, dänischer Radrennfahrer
- 25. Juli: Cha Du-ri, koreanischer Fußballspieler
- 25. Juli: Arata Sugiyama, japanischer Fußballspieler
- 27. Juli: William Rocha Batista, brasilianischer Fußballspieler
- 27. Juli: Allan Davis, australischer Radrennfahrer
- 28. Juli: Jordan Rapp, US-amerikanischer Duathlet und Triathlet
- 29. Juli: Fernando González, chilenischer Tennisspieler Fernando González

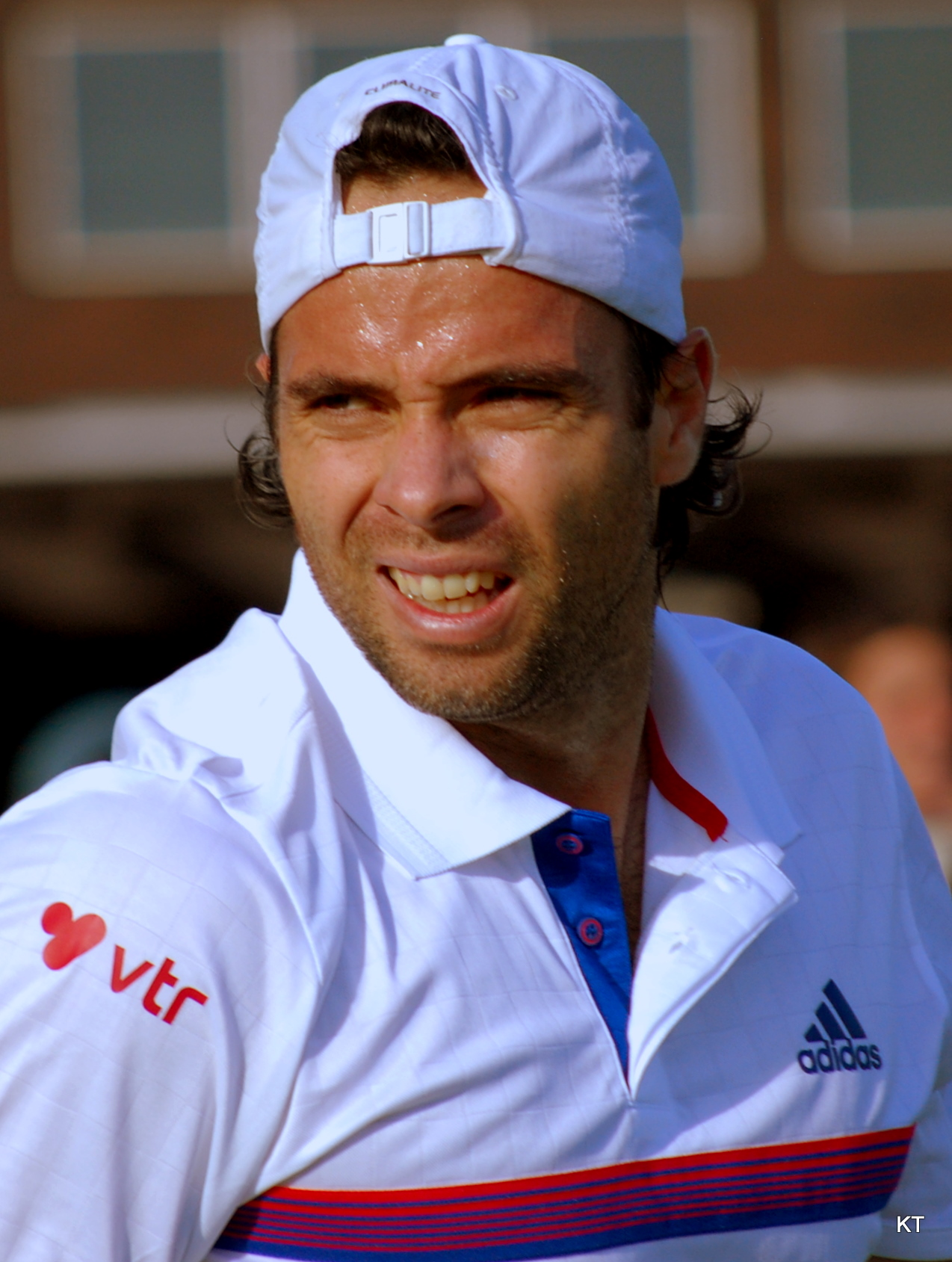
Fernando González

- 30. Juli: Wojtek Czyz, deutscher Leichtathlet (Paralympicssieger)
- 30. Juli: Justin Rose, englischer Golfspieler
- 30. Juli: Sasa Todosijevic, schwedischer Handballspieler
- 31. Juli: Vinicius Bergantin, brasilianisch-italienischer Fußballspieler
- 31. Juli: Maciej Dmytruszyński, polnischer Handballspieler
- 31. Juli: Jiří Fischer, tschechischer Eishockeyspieler
- 31. Juli: Mikko Hirvonen, finnischer Rallyefahrer
- 31. Juli: Amir Zargari, iranischer Radrennfahrer

### August
- 01. August: Sylvain Armand, französischer Fußballspieler
- 01. August: Romain Barras, französischer Zehnkämpfer
- 01. August: Takashi Kogure, japanischer Automobilrennfahrer
- 02. August: Charlotte und Julie Bonaventura, französische Handballschiedsrichterinnen
- 04. August: Benjamin Köhler, deutscher Fußballspieler
- 05. August: Jason Culina, australischer Fußballspieler
- 05. August: Eduardo Ribeiro dos Santos, brasilianischer Fußballspieler
- 05. August: Wayne Bridge, englischer Fußballspieler
- 05. August: Aleksandar Mitreski, mazedonischer Fußballspieler
- 06. August: Sergey Antonyuk, israelischer Badmintonspieler
- 06. August: Gabriele Bosisio, italienischer Radrennfahrer
- 06. August: Roman Weidenfeller, deutscher Fußballspieler
- 07. August: Chetan Anand Buradagunta, indischer Badmintonspieler
- 07. August: Shane Moody-Orio, belizischer Fußballspieler
- 08. August: Luca Agamennoni, italienischer Ruderer
- 08. August: Matthew Kemp, australischer Fußballspieler
- 09. August: Aleksandr Tadewosjan, armenischer Fußballspieler
- 10. August: Frédéric Thomas, französischer Fußballspieler

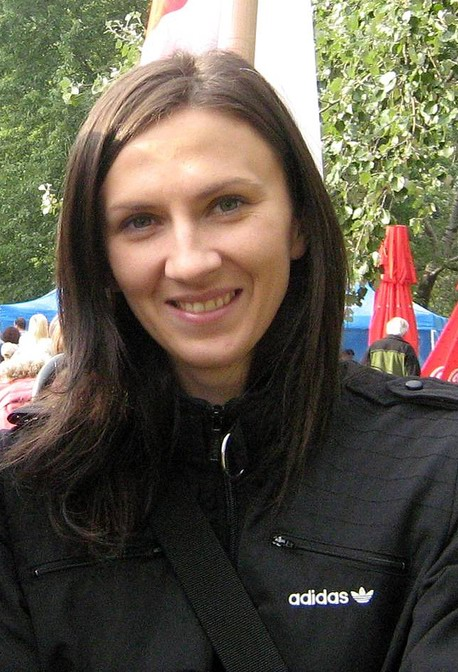
Monika Pyrek

- 11. August: Monika Pyrek, polnische Leichtathletin
- 13. August: Helalia Johannes, namibische Langstreckenläuferin
- 14. August: Leonardo Bruno dos Santos Silva, brasilianischer Fußballspieler
- 15. August: Ilja Klimkin, russischer Eiskunstläufer
- 16. August: Julien Absalon, französischer Mountainbiker
- 16. August: Georgy Arsumanjan, armenischer Schachspieler
- 16. August: Denise Karbon, italienische Skirennfahrerin
- 16. August: Rob Nguyen, australischer Automobilrennfahrer
- 17. August: Jorge Anchén, uruguayischer Fußballspieler
- 17. August: Jan Kromkamp, niederländischer Fußballspieler
- 18. August: Esteban Cambiasso, argentinischer Fußballspieler
- 18. August: Jeremy Shockey, US-amerikanischer American-Football-Spieler
- 18. August: Emir Spahić, bosnisch-herzegowinischer Fußballspieler
- 18. August: Marcel Šterbák, slowakischer Eishockeyspieler
- 20. August: Samuel Dumoulin, französischer Radrennfahrer
- 21. August: Emir Kurtagic, deutscher Handballspieler und -trainer
- 22. August: Roland Benschneider, deutscher Fußballspieler
- 28. August: Gemma Arró Ribot, spanische Skibergsteigerin
- 29. August: Perdita Felicien, kanadische Leichtathletin
- 29. August: Michael Raelert, deutscher Triathlet
- 30. August: Safet Nadarević, bosnisch-herzegowinischer Fußballspieler
- 30. August: Krisztián Szollár, ungarischer Fußballspieler
- 31. August: Nikola Prce, bosnisch-herzegowinischer Handballspieler

### September

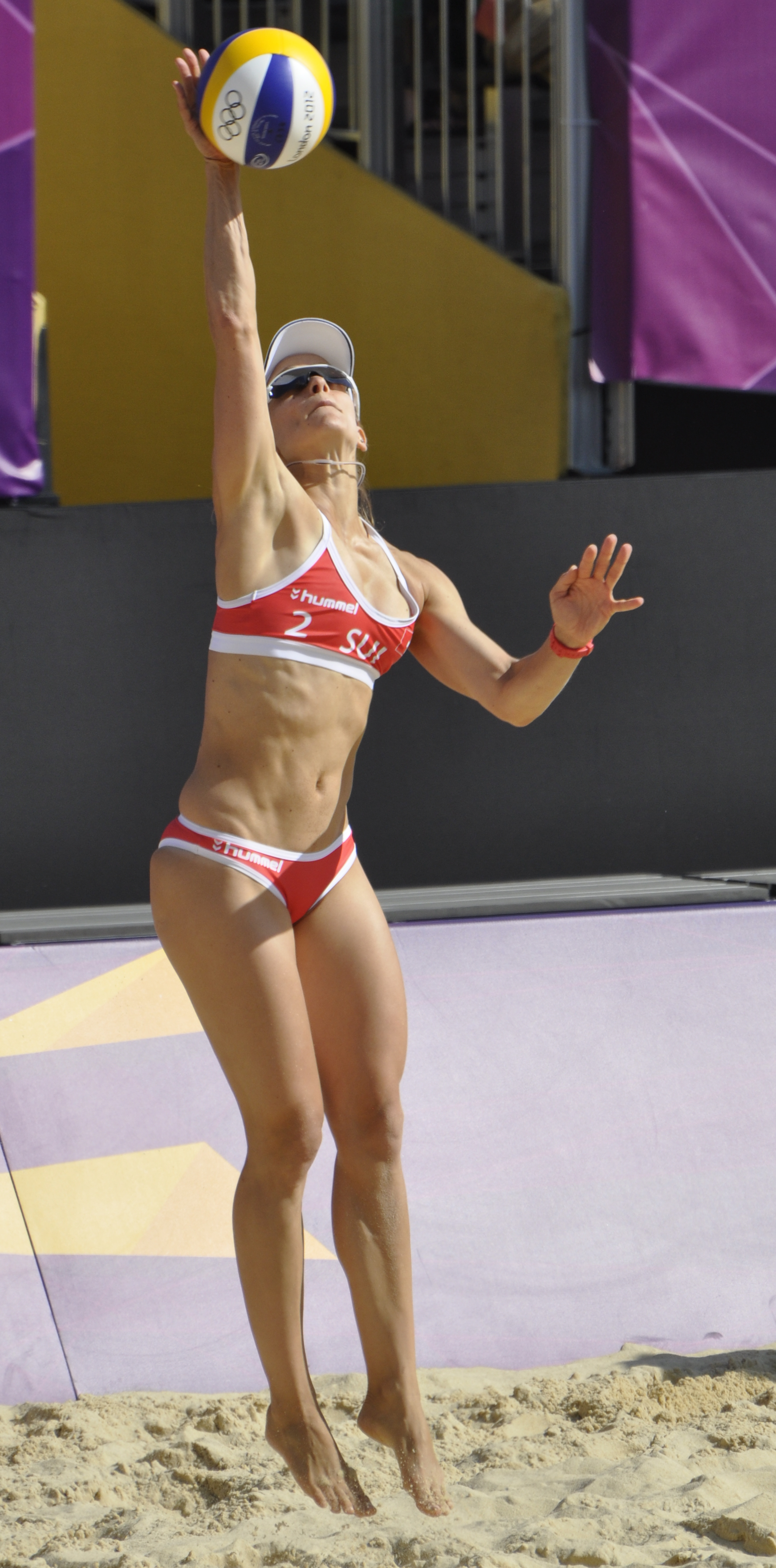
Simone Kuhn

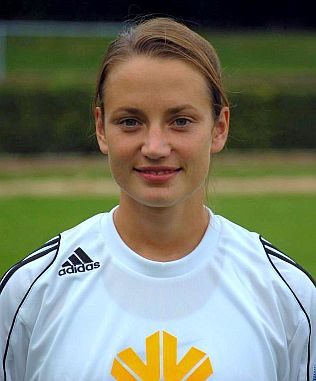
Christina Zerbe

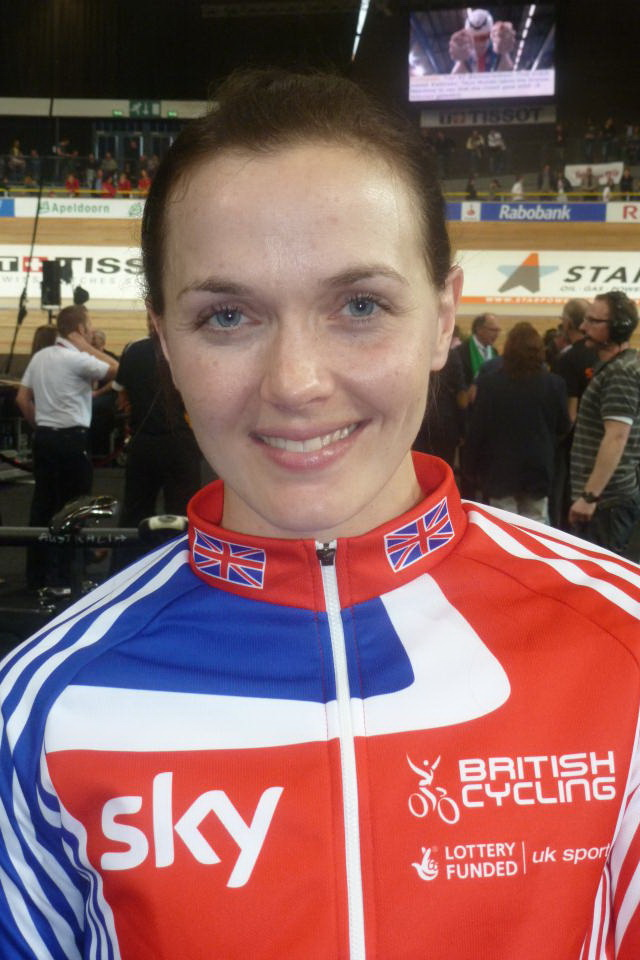
Victoria Pendleton

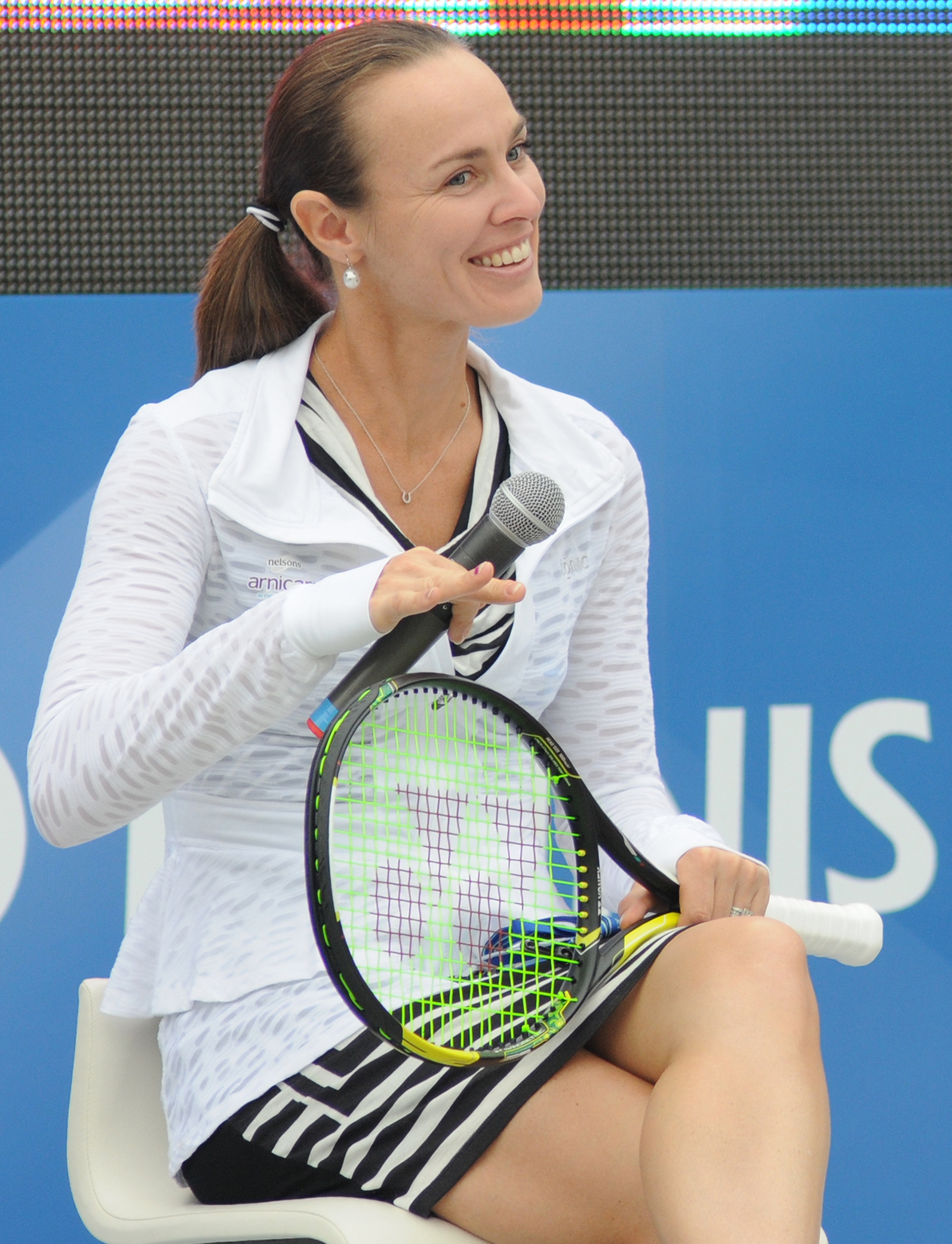
Martina Hingis

- 01. September: Sammy Adjei, ghanaischer Fußballspieler
- 01. September: Chris Riggott, englischer Fußballspieler
- 02. September: Simone Kuhn, Schweizer Beachvolleyballspielerin
- 02. September: Danny Shittu, nigerianischer Fußballspieler
- 02. September: Hiroki Yoshimoto, japanischer Automobilrennfahrer und Rocksänger
- 03. September: Carsten Rothenbach, deutscher Fußballspieler
- 03. September: Stefan Buck, deutscher Fußballspieler
- 04. September: Cem İslamoğlu, deutsch-türkischer Fußballspieler
- 05. September: Igor Syssojew, russischer Triathlet († 2024)
- 06. September: Clemens Doppler, österreichischer Volleyballspieler
- 06. September: Kristian Kjelling, norwegischer Handballspieler
- 06. September: Helen Reeves, britische Kanutin
- 07. September: Sara Carrigan, australische Radrennfahrerin
- 07. September: Emre Belözoğlu, türkischer Fußballspieler
- 07. September: Gabriel Milito, argentinischer Fußballspieler
- 07. September: Rikke Skov, dänische Handballspielerin
- 08. September: Kay Bernstein, deutscher Unternehmer sowie Präsident von Hertha BSC († 2024)
- 08. September: Rusudan Goletiani, goergisch-US-amerikanische Schachspielerin
- 08. September: Daniel Steiner, Schweizer Eishockeyspieler
- 09. September: Ragnhild Aamodt, norwegische Handballspielerin
- 09. September: Steffen Hofmann, deutscher Fußballspieler
- 09. September: Juan Péndola, uruguayischer Fußballspieler
- 10. September: Roger Mason, US-amerikanischer Basketballspieler
- 11. September: David McPartland, australischer Radrennfahrer und Radsporttrainer
- 11. September: Antonio Pizzonia, brasilianischer Automobilrennfahrer
- 12. September: Roda Antar, libanesischer Fußballspieler
- 12. September: Josef Vašíček, tschechischer Eishockeyspieler († 2011)
- 12. September: Yao Ming, chinesischer Basketballspieler
- 12. September: Christina Zerbe, deutsche Fußballspielerin
- 13. September: Keith Andrews, irischer Fußballspieler
- 13. September: Nicky Salapu, amerikanisch-samoanischer Fußballtorhüter
- 14. September: Ivan Radeljić, bosnisch-herzegowinischer Fußballspieler
- 15. September: David Diehl, US-amerikanischer American-Football-Spieler
- 17. September: Pavel Košťál, tschechischer Fußballspieler
- 17. September: Oliver Risser, deutsch-namibischer Fußballspieler
- 18. September: Ilan Araújo, brasilianisch-italienischer Fußballspieler
- 18. September: Mickey Higham, englischer Rugby-League-Spieler
- 18. September: Carolin Hingst, deutsche Stabhochspringerin
- 20. September: Wladimir Karpez, russischer Radsportler
- 20. September: Igor Vori, kroatischer Handballspieler und -trainer
- 21. September: Ralf Bader, deutscher Handballspieler
- 21. September: Henriette Mikkelsen, dänische Handballspielerin
- 21. September: Tomas Scheckter, südafrikanischer Automobilrennfahrer
- 22. September: Timo Antila, finnischer Biathlet
- 23. September: Silvio Adzic, deutscher Fußballspieler
- 24. September: Daniele Bennati, italienischer Radrennfahrer
- 24. September: Diederik Boer, niederländischer Fußballspieler
- 24. September: Petri Pasanen, finnischer Fußballspieler
- 24. September: Victoria Pendleton, britische Radrennfahrerin und Olympiasiegerin
- 24. September: Sebastian Pelzer, deutscher Fußballspieler
- 25. September: Matej Jug, slowenischer Fußballschiedsrichter
- 26. September: Patrick Friesacher, österreichischer Automobilrennfahrer
- 26. September: Lars-Uwe Lang, deutscher Handballspieler
- 27. September: Asashōryū Akinori, mongolischer Sumōkämpfer
- 27. September: Elvin Beqiri, albanischer Fußballspieler
- 27. September: Olivier Kapo, französischer Fußballspieler
- 28. September: Benedikt Frank, deutscher Volleyballtrainer
- 30. September: Dante Guimarães Amaral, brasilianischer Volleyballspieler
- 30. September: Stefan Lindemann, deutscher Eiskunstläufer
- 30. September: Martina Hingis, Schweizer Tennisspielerin

### Oktober
- 04. Oktober: Giovanni Federico, italienischer Fußballspieler
- 04. Oktober: Sarah Fisher, US-amerikanische Automobilrennfahrerin
- 04. Oktober: Ahmed Madouni, algerischer Fußballspieler
- 04. Oktober: Tomáš Rosický, tschechischer Fußballspieler
- 05. Oktober: Damir Doborac, bosnischer Handballspieler
- 05. Oktober: James Toseland, britischer Motorradrennfahrer
- 07. Oktober: Jean-Marc Gaillard, französischer Skilangläufer
- 07. Oktober: Olesja Sykina, russische Sprinterin
- 08. Oktober: Kasper Bøgelund, dänischer Fußballspieler
- 08. Oktober: Mike Scifres, US-amerikanischer American-Football-Spieler
- 09. Oktober: Fabio dos Santos Barbosa, brasilianischer Fußballspieler
- 09. Oktober: Henrik Zetterberg, schwedischer Eishockeyspieler
- 12. Oktober: Ledley King, englischer Fußballspieler
- 14. Oktober: Paul Ambrossi, ecuadorianischer Fußballspieler
- 14. Oktober: Jens Bürkle, deutscher Handballspieler
- 14. Oktober: Niels Lodberg, dänischer Fußballspieler und -trainer
- 14. Oktober: Jonelle Price, neuseeländische Vielseitigkeitsreiterin
- 15. Oktober: Tom Boonen, belgischer Radrennfahrer
- 15. Oktober: Alex Rodríguez, andorranischer Fußballspieler
- 15. Oktober: Heikki Kallio, finnischer Schachgroßmeister
- 15. Oktober: André Wiwerink, deutscher Fußballspieler
- 16. Oktober: Sérgio da Silva Pinto, deutsch-portugiesischer Fußballspieler
- 16. Oktober: Trine Nielsen, dänische Handballspielerin
- 17. Oktober: Jekaterina Gamowa, russische Volleyballspielerin
- 17. Oktober: Peter Schyrba, deutscher Fußballspieler
- 20. Oktober: Darko Maletić, bosnisch-herzegowinischer Fußballspieler
- 20. Oktober: Patrik Sinkewitz, deutscher Radrennfahrer
- 23. Oktober: Jesper Nøddesbo, dänischer Handballspieler
- 23. Oktober: Wassili Rotschew, russischer Skilangläufer
- 24. Oktober: Matthew Amoah, ghanaischer Fußballspieler
- 24. Oktober: Christian Vander, deutscher Fußballspieler
- 25. Oktober: Jessica Kessler, deutsche Eiskunstläuferin und Musicaldarstellerin
- 25. Oktober: Nikolai Weber, deutscher Handballspieler
- 27. Oktober: Ünsal Arik, türkischer Boxer
- 27. Oktober: Ondřej Bank, tschechischer Skirennläufer
- 30. Oktober: Alexei Sawaruchin, russischer Eishockeyspieler
- 31. Oktober: Massimo Gobbi, italienischer Fußballspieler

### November
- 01. November: Fərhad Vəliyev, aserbaidschanischer Fußballtorwart
- 02. November: Vladimir Tsvetkov, russisch-deutscher Eiskunstläufer
- 03. November: Kjell Landsberg, deutscher Handballspieler
- 04. November: Alexander Archipenko, russischer Skeletonfahrer
- 04. November: Carsten Lichtlein, deutscher Handballtorwart
- 05. November: Ranisav Jovanović, serbisch-montenegrinischer Fußballspieler
- 05. November: Christoph Metzelder, deutscher Fußballspieler
- 05. November: Geneviève Simard, kanadische Skirennläuferin
- 06. November: Simon Cziommer, deutscher Fußballspieler

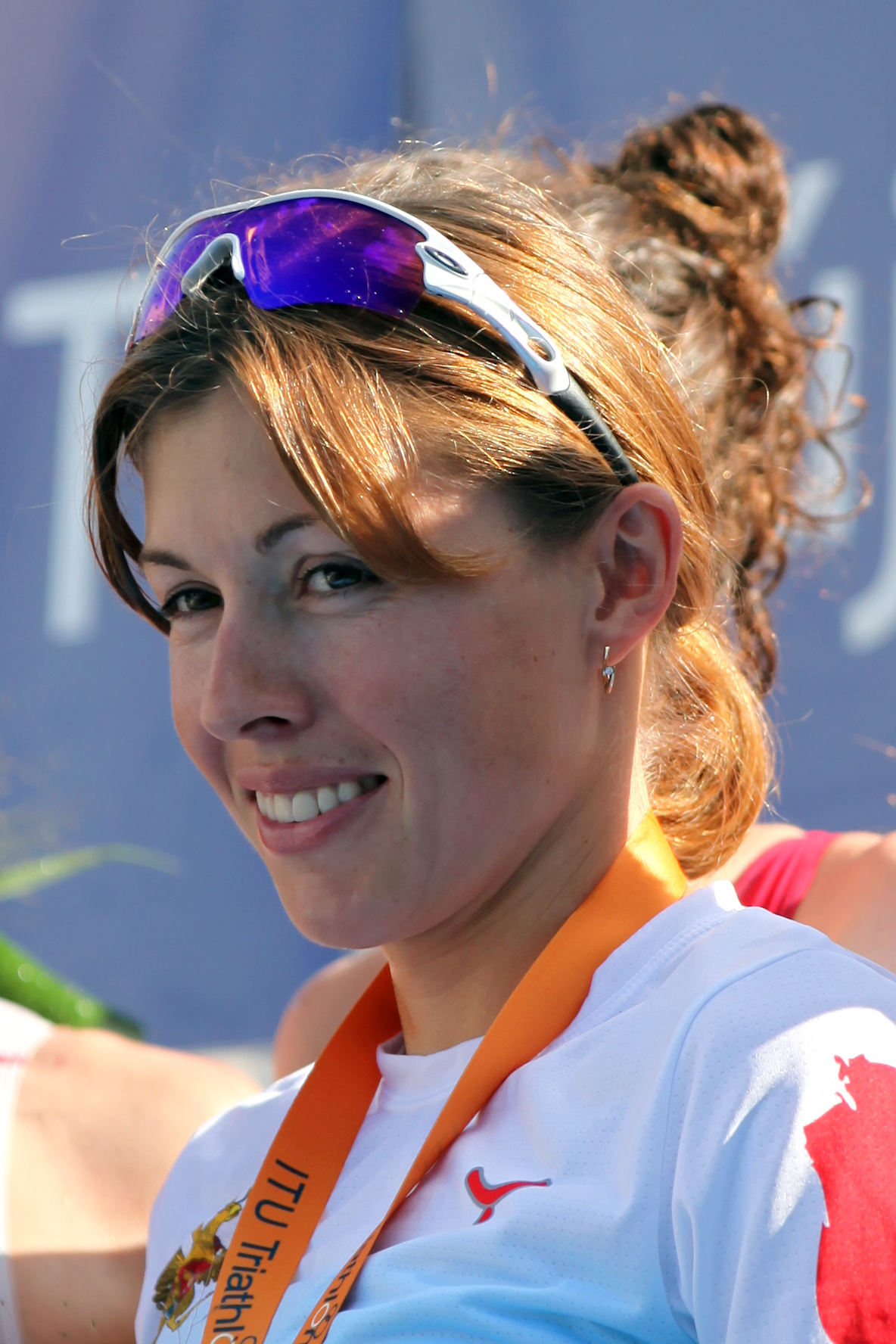
Irina Abyssowa

- 07. November: Irina Abyssowa, russische Marathonschwimmerin und Triathletin
- 07. November: Sergio Bernardo Almirón, argentinischer Fußballspieler
- 09. November: Martín Ligüera, uruguayischer Fußballspieler
- 10. November: Ajssel Achmedowa, bulgarische Fußballspielerin
- 10. November: Rannvá Biskopstø Andreasen, färöische Fußballspielerin
- 10. November: Eddy Lembo, französisch-algerischer Radrennfahrer
- 10. November: Ina Menzer, deutsche Boxerin
- 11. November: Jewgeni Fjodorow, russischer Eishockeyspieler
- 12. November: Isabellah Andersson, schwedische Langstreckenläuferin
- 12. November: Charlie Hodgson, englischer Rugbyspieler
- 12. November: Rémo Meyer, Schweizer Fußballspieler
- 12. November: Benoît Pedretti, französischer Fußballspieler
- 12. November: Daniela Rechberger, österreichische Du- und Triathletin
- 13. November: Karl Dodd, australischer Fußballspieler
- 14. November: Nina Müller, deutsche Handballspielerin
- 16. November: Hasan Üçüncü, türkischer Fußballspieler
- 17. November: Santo Anzà, italienischer Radrennfahrer
- 17. November: Seyi Olajengbesi, nigerianischer Fußballspieler
- 17. November: Michail Tschipurin, russischer Handballspieler
- 18. November: François Duval, belgischer Rallyefahrer
- 18. November: Yoana Martínez, spanische Badmintonspielerin
- 18. November: Iwan Tscheresow, russischer Biathlet
- 18. November: Christian Zeitz, deutscher Handballspieler
- 19. November: Jesper Hansen, dänischer Sportschütze
- 20. November: Marek Krejčí, slowakischer Fußballspieler († 2007)
- 20. November: Martina Suchá, slowakische Tennisspielerin
- 22. November: David John Artell, englisch-gibraltarischer Fußballspieler
- 22. November: Frédéric Makowiecki, französischer Automobilrennfahrer
- 22. November: Jaroslaw Rybakow, russischer Hochspringer
- 24. November: Ronny Arendt, deutscher Eishockeyspieler
- 24. November: Thomas Ziegler, deutscher Radrennfahrer
- 25. November: Aleen Bailey, jamaikanische Leichtathletin
- 25. November: John-Michael Liles, US-amerikanischer Eishockeyspieler
- 26. November: Jan Větrovec, tschechischer Handballspieler und -trainer
- 26. November: Robert Vujević, deutscher Fußballspieler
- 27. November: Evi Sachenbacher, deutsche Skilangläuferin
- 28. November: Adrián Fernández, argentinischer Fußballspieler
- 29. November: Alexander Sasonow, russischer Eishockeyspieler
- 30. November: Jamie Ashdown, englischer Fußballtorhüter

### Dezember
- 01. Dezember: Olivier Andrey, schweizerischer Badmintonspieler
- 02. Dezember: Marco Engelhardt, deutscher Fußballspieler
- 02. Dezember: Patrick Neumann, deutscher Fußballspieler
- 03. Dezember: Iulian Apostol, rumänischer Fußballspieler
- 03. Dezember: Joyce Malebogo Arone, botswanische Badmintonspielerin
- 04. Dezember: Stefan Pfannmöller, deutscher Kanute
- 05. Dezember: Heath Blackgrove, neuseeländischer Radrennfahrer
- 06. Dezember: Sabrina Mockenhaupt, deutsche Leichtathletin
- 07. Dezember: John Terry, britischer Fußballspieler
- 07. Dezember: Clemens Fritz, deutscher Fußballspieler
- 08. Dezember: Francis Mourey, französischer Radrennfahrer
- 08. Dezember: Salomon Olembé, kamerunischer Fußballspieler
- 09. Dezember: Ryan Bayda, kanadischer Eishockeyspieler
- 10. Dezember: Roland Schwarzl, österreichischer Leichtathlet
- 13. Dezember: Alan Alborn, US-amerikanischer Skispringer
- 13. Dezember: Patrik Antonius, finnischer Pokerspieler und Tennisspieler
- 14. Dezember: Sam Aiken, US-amerikanischer American-Football-Spieler
- 15. Dezember: Gabriel Spilar, slowakischer Eishockeyspieler und Sportfunktionär
- 16. Dezember: Dexter Langen, deutscher Fußballspieler
- 17. Dezember: Carmen Casanova, Schweizer Skirennläuferin
- 17. Dezember: Ryan Hunter-Reay, US-amerikanischer Automobilrennfahrer
- 17. Dezember: Irina Kotichina, russische Tischtennisspielerin
- 18. Dezember: Wjatscheslaw Tschistjakow, russischer Eishockeyspieler
- 19. Dezember: Thomas Borenitsch, österreichischer Fußballspieler
- 19. Dezember: Daniel Pankofer, deutscher Handballspieler
- 19. Dezember: Diego Ruiz, argentinischer Fußballspieler
- 20. Dezember: Martín Demichelis, argentinischer Fußballspieler

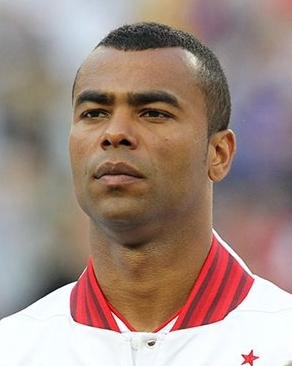
Ashley Cole

- 20. Dezember: Ashley Cole, englischer Fußballspieler
- 20. Dezember: Sebastian Halgasch, deutscher Schwimmer
- 20. Dezember: Michael Albasini, Schweizer Radrennfahrer
- 22. Dezember: Grzegorz Tkaczyk, polnischer Handballspieler
- 24. Dezember: José Aguilar, venezolanischer Radrennfahrer
- 24. Dezember: Stephen Appiah, ghanaischer Fußballspieler und -trainer
- 26. Dezember: Aïssatou Badji, senegalesische Leichtathletin
- 27. Dezember: Claudio Castagnoli, Schweizer Wrestler
- 28. Dezember: Irina Belowa, russische Rhythmische Sportgymnastin und Olympiasiegerin
- 28. Dezember: Mircea Pârligras, rumänischer Schachspieler
- 29. Dezember: Yvonne Bönisch, deutsche Judoka
- 29. Dezember: Henrik Stehlik, deutscher Trampolinturner
- 31. Dezember: Richie McCaw, neuseeländischer Rugby-Union-Spieler
- 31. Dezember: Jennifer Shahade, US-amerikanische Schach- und Pokerspielerin

## Gestorben

### Januar
- 01. Januar: Nils Skoglund, schwedischer Wasserspringer (* 1906)
- 01. Januar: Frank Wykoff, US-amerikanischer Leichtathlet (* 1909)
- 02. Januar: Erik Eloe Andersen, dänischer Radrennfahrer (* 1902)
- 04. Januar: Aksel Hansen, norwegischer Turner (* 1887)
- 06. Januar: Raymond Mays, britischer Automobilrennfahrer und Unternehmer (* 1899)
- 07. Januar: Edward Scarf, australischer Ringer (* 1908)
- 09. Januar: Hans Hoffmeister, deutscher Leichtathlet (* 1901)
- 09. Januar: Aleksander Tupalski, polnischer Eishockey- und Fußballspieler (* 1900)
- 20. Januar: André Dubonnet, französischer Militärpilot, Sportler, Automobilrennfahrer, Unternehmer und Erfinder (* 1897)
- 22. Januar: Klas Särner, schwedischer Turner (* 1891)
- 24. Januar: Nils Westermark, schwedischer Segler (* 1892)
- 25. Januar: Joseph Servella, französischer Leichtathlet (* 1896)
- 28. Januar: Antoine Rebetez, Schweizer Turner (* 1897)
- 30. Januar: William Peden, kanadischer Radrennfahrer (* 1906)
- 000Januar: Friedrich Walter, österreichischer Eishockeyspieler (* 1924)

### Februar
- 05. Februar: Charles Dowson, britischer Leichtathlet (* 1889)
- 06. Februar: József Galambos, ungarischer Leichtathlet (* 1900)
- 07. Februar: Rudolf Bosshard, Schweizer Ruderer (* 1890)
- 08. Februar: Francesco Zucchetti, italienischer Radrennfahrer (* 1902)
- 11. Februar: Paavo Yrjölä, finnischer Leichtathlet (* 1902)
- 14. Februar: Frank Holmes, US-amerikanischer Hoch- und Weitspringer (* 1885)
- 15. Februar: Albin Dahl, schwedischer Fußballspieler und -trainer (* 1900)
- 16. Februar: Percy Legard, britischer Pentathlet und Nordischer Kombinierer (* 1906)
- 16. Februar: William Stoney, britischer Schwimmer (* 1898)
- 17. Februar: Einer Karlsson, schwedischer Ringer (* 1908)
- 19. Februar: Robert Morrison, britischer Ruderer (* 1902)
- 21. Februar: Mario Lanzi, italienischer Leichtathlet (* 1914)
- 24. Februar: Voldemārs Vītols, lettischer Leichtathlet (* 1911)
- 28. Februar: Jadwiga Jędrzejowska, polnische Tennisspielerin (* 1912)
- 28. Februar: Emanuel Prüll, tschechoslowakischer Schwimmer (* 1896)

### März
- 01. März: Eric Oliver, britischer Motorradrennfahrer (* 1911)
- 02. März: Arlie Schardt, US-amerikanischer Leichtathlet (* 1895)
- 04. März: Alfred Plé, französischer Ruderer (* 1888)
- 04. März: Baptist Reinmann, deutscher Fußballspieler (* 1903)
- 06. März: Willem de Vries Lentsch, niederländischer Segler (* 1880)
- 13. März: André Van den Steen, belgischer Radsportler (* 1956)
- 14. März: Corrado Ardizzoni, italienischer Radrennfahrer (* 1916)
- 14. März: Henri Bellivier, französischer Bahnradsportler (* 1890)
- 15. März: Gerald Abrahams, britischer Schachspieler und -komponist (* 1907)
- 16. März: Alfred Reul, polnischer Radrennfahrer (* 1909)
- 19. März: Greta Carlsson, schwedische Schwimmerin (* 1898)
- 19. März: Arvid Emanuelsson, schwedischer Fußballspieler (* 1913)
- 21. März: Sam Ferris, britischer Leichtathlet (* 1900)
- 22. März: Ed Lynch, US-amerikanischer Radrennfahrer (* 1929)
- 24. März: Mario Lepori, Schweizer Bonvivant, Sportler und Automobilrennfahrer (* 1894)
- 25. März: Holger Schön, schwedischer Skisportler (* 1910)
- 30. März: Ferdinand Friebe, österreichischer Leichtathlet und Sportfunktionär (* 1894)
- 31. März: Jesse Owens, US-amerikanischer Leichtathlet (* 1913)

### April
- 02. April: George Wallach, britischer Langstrecken- und Crossläufer (* 1883)
- 05. April: Georges Piot, französischer Ruderer (* 1896)
- 06. April: Frank Saker, kanadischer Kanute (* 1907)
- 07. April: Michel Delesalle, französischer Eishockeyspieler (* 1907)
- 08. April: Vincenzo Pinton, italienischer Fechter (* 1914)
- 10. April: Ernst-Arnošt Gottlieb, tschechoslowakischer Sportler (* 1893)
- 11. April: Maurice Blomme, belgischer Radrennfahrer (* 1926)
- 13. April: Frank Crowley, US-amerikanischer Leichtathlet (* 1909)
- 16. April: Josef Schmitt, deutscher Fußballspieler und -trainer (* 1908)
- 30. April: Sigurd Kander, schwedischer Segler (* 1890)

### Mai
- 05. Mai: Marius Hansen, dänischer Turner (* 1890)
- 06. Mai: Henning Müller, schwedischer Tennisspieler (* 1896)
- 11. Mai: Kaarlo Mäkinen, finnischer Ringer (* 1892)
- 17. Mai: Gündüz Kılıç, türkischer Fußballspieler und -trainer (* 1918)
- 20. Mai: Francesco Severi, italienischer Automobilrennfahrer (* 1907)
- 25. Mai: Josef Giggenbach, deutscher Motorradrennfahrer (* 1906)
- 25. Mai: Marquard Slevogt, deutscher Eishockeyspieler (* 1909)

### Juni
- 04. Juni: Arnold Gartmann, Schweizer Sportler (* 1904)
- 07. Juni: Gustav Hentschel, US-amerikanischer Radrennfahrer (* 1896)
- 11. Juni: Wolfgang Ehrl, deutscher Ringer und Ringkampftrainer (* 1912)
- 11. Juni: Frank Murphy, US-amerikanischer Stabhochspringer (* 1889)
- 13. Juni: Herbert Lee, britischer Radrennfahrer (* 1887)
- 18. Juni: André Leducq, französischer Radrennfahrer (* 1904)
- 21. Juni: Folke Nilsson, schwedischer Radrennfahrer (* 1907)
- 25. Juni: William Seagrove, britischer Leichtathlet (* 1898)

### Juli
- 09. Juli: Norris Graham, US-amerikanischer Ruderer (* 1906)
- 10. Juli: Grigori Irmowitsch Nowak, sowjetischer Gewichtheber (* 1919)
- 13. Juli: Alain Meunier, französischer Radrennfahrer (* 1952)
- 15. Juli: Paul Valcke, belgischer Fechter (* 1914)
- 16. Juli: William Chalmers, schottischer Fußballspieler und -trainer (* 1907)
- 19. Juli: Bohuslav Josífek, tschechoslowakischer Skisportler (* 1901)
- 20. Juli: Piet Bouman, niederländischer Fußballspieler (* 1892)
- 22. Juli: Pierre Coquelin de Lisle, französischer Sportschütze (* 1900)
- 24. Juli: Georges Paillard, französischer Radrennfahrer (* 1899)
- 25. Juli: Horace Aylwin, kanadischer Leichtathlet (* 1902)
- 26. Juli: Federico Munerati, italienischer Fußballspieler und -trainer (* 1901)
- 27. Juli: Tomás Beswick, argentinischer Leichtathlet (* 1911)
- 29. Juli: Frederick Morgan, südafrikanischer Sportschütze (* 1893)

### August
- 01. August: Gardner Boultbee, kanadischer Segler (* 1907)
- 01. August: Frode Sørensen, dänischer Radrennfahrer (* 1912)
- 02. August: Rudolf Sönning, deutscher Bobfahrer (* 1904)
- 10. August: Peter Fick, US-amerikanischer Schwimmer (* 1913)
- 12. August: Patrick Pons, französischer Motorradrennfahrer (* 1952)
- 14. August: Marion Jessup, US-amerikanische Tennisspielerin (* 1896)
- 21. August: Jennifer Nicks, britische Eiskunstläuferin (* 1932)
- 22. August: Colin Gordon, britischer Leichtathlet (* 1907)
- 26. August: Lucy Morton, britische Schwimmerin (* 1898)

### September
- 02. September: Claude Ménard, französischer Leichtathlet (* 1906)
- 02. September: Carl Springer, US-amerikanischer Eisschnellläufer (* 1910)
- 10. September: Hannes Torpo, finnischer Leichtathlet (* 1901)
- 12. September: Hans Trier Hansen, dänischer Turner (* 1893)
- 19. September: Erik Ohlsson, schwedischer Sportschütze (* 1884)
- 20. September: Clifford Bricker, kanadischer Leichtathlet (* 1904)
- 20. September: Hans Gilgen, Schweizer Radrennfahrer (* 1906)
- 21. September: Carlos Garcés, mexikanischer Fußballspieler (* 1900)
- 27. September: Jacques Favart, französischer Eiskunstläufer und Sportfunktionär (* 1920)
- 29. September: Bindo Maserati, italienischer Ingenieur, Unternehmer und Automobilrennfahrer (* 1883)

### Oktober
- 01. Oktober: István Angyal, ungarischer Schwimmer (* 1914)
- 01. Oktober: Pedro Suinaga, mexikanischer Fußballspieler (* 1907)
- 03. Oktober: Armand Swartenbroeks, belgischer Fußballspieler (* 1892)
- 04. Oktober: Kenneth Churchill, US-amerikanischer Leichtathlet (* 1910)
- 04. Oktober: László Szollás, ungarischer Eiskunstläufer (* 1907)
- 06. Oktober: Ferenc Pelvássy, ungarischer Radrennfahrer (* 1910)
- 07. Oktober: Ernst Alm, schwedischer Skilangläufer (* 1900)
- 08. Oktober: Roland Schnell, deutscher Motorradrennfahrer (* 1921)
- 08. Oktober: Donald Scott, US-amerikanischer Leichtathlet und Moderner Fünfkämpfer (* 1894)
- 15. Oktober: Apostolos Nikolaidis, griechischer Sportler und Sportfunktionär (* 1896)
- 16. Oktober: Willy Schäfer, Schweizer Handballspieler (* 1913)
- 17. Oktober: Hans Hovgaard Jakobsen, dänischer Turner (* 1895)
- 20. Oktober: John P. Taylor, britischer Schwimmer und Wasserballspieler (* 1904)
- 27. Oktober: Miles Bellville, britischer Segler (* 1909)
- 27. Oktober: Björn Kugelberg, schwedischer Leichtathlet (* 1905)
- 29. Oktober: Ab Tresling, niederländischer Hockeyspieler (* 1909)

### November
- 01. November: Prudent Joye, französischer Leichtathlet (* 1913)
- 02. November: Edward Glover, US-amerikanischer Leichtathlet (* 1885)
- 04. November: Charles Borah, US-amerikanischer Leichtathlet (* 1906)
- 08. November: Sherman Clark, US-amerikanischer Ruderer (* 1899)
- 11. November: Renato Barbieri, italienischer Ruderer und Rudertrainer (* 1903)
- 11. November: Louis Charavel, französischer Automobilrennfahrer (* 1890)
- 12. November: Jaroslav Štork, tschechoslowakischer Leichtathlet (* 1909)
- 13. November: Elbridge Ross, US-amerikanischer Eishockeyspieler (* 1909)
- 15. November: Harri Larva, finnischer Leichtathlet (* 1906)
- 22. November: Ferdinando Mandrini, italienischer Turner (* 1897)
- 23. November: Niyazi Sel, türkischer Fußballspieler, -trainer und -funktionär (* 1908)
- 24. November: Ivar Sahlin, schwedischer Leichtathlet (* 1895)
- 26. November: Peter DePaolo, US-amerikanischer Automobilrennfahrer (* 1898)
- 27. November: René Dreux, französischer Automobilrennfahrer (* 1891)

### Dezember
- 01. Dezember: Frank Booth, US-amerikanischer Schwimmer (* 1910)
- 02. Dezember: Harald Bosio, österreichischer Skisportler (* 1906)
- 03. Dezember: Eino Virtanen, finnischer Ringer (* 1908)
- 03. Dezember: Robert Zimmerman, kanadischer Schwimmer und Wasserspringer (* 1881)
- 04. Dezember: Jenő Brandi, ungarischer Schwimmer (* 1913)
- 04. Dezember: Stanisława Walasiewicz, polnisch-US-amerikanische Leichtathletin (* 1911)
- 07. Dezember: Josef Trixl-Hellensteiner, österreichischer Rad- und Skisportler (* 1889)
- 13. Dezember: Svend Olsen, dänischer Gewichtheber (* 1908)
- 14. Dezember: Norman Taylor, kanadischer Ruderer (* 1899)
- 17. Dezember: Ralph Spearow, US-amerikanischer Leichtathlet (* 1895)
- 20. Dezember: Dagmar Salén, schwedische Seglerin (* 1901)
- 22. Dezember: William Fenn, US-amerikanischer Radrennfahrer (* 1904)
- 24. Dezember: Heikki Liimatainen, finnischer Leichtathlet (* 1894)
- 28. Dezember: Marcel Langiller, französischer Fußballspieler und -funktionär (* 1908)

### Datum unbekannt
- Franz Bieber, deutscher Motorradrennfahrer, Motorsportfunktionär und Unternehmer (* 1892)
- Muriel Freeman, britische Fechterin (* 1897)
- Imre Győrffy, ungarischer Radrennfahrer (* 1905)
- Carl Ruck, deutscher Hockeyspieler (* 1912)
- René Smet, belgischer Ruderer (* 1898)

## Wintersport

Logo der Winterspiele in Lake Placid

- 13. Februar bis 24. Februar: Olympische Winterspiele 1980 in Lake Placid, USA